# Les Trois Mousquetaires
Pour les articles homonymes, voir Les Trois Mousquetaires (homonymie).
Les Trois Mousquetaires est le plus célèbre des romans d'Alexandre Dumas père, initialement publié en feuilleton dans le journal Le Siècle de mars à juillet 1844, puis édité en volume dès 1844 aux éditions Baudry et réédité en 1846 chez J. B. Fellens et L. P. Dufour avec des illustrations de Vivant Beaucé. Il est le premier volet de la trilogie romanesque dite « des mousquetaires », à laquelle il donne son nom, suivi par Vingt Ans après (1845) et Le Vicomte de Bragelonne (1847).
Le roman raconte les aventures d'un Gascon impécunieux de 18 ans, D'Artagnan, venu à Paris pour faire carrière dans le corps des mousquetaires. Il se lie d'amitié avec Athos, Porthos et Aramis, mousquetaires du roi Louis XIII. Ces quatre hommes vont s'opposer au Premier ministre, le cardinal de Richelieu, et à ses agents, dont le comte de Rochefort et la belle et mystérieuse Milady de Winter, pour sauver l'honneur de la reine de France Anne d'Autriche, que le cardinal veut rabaisser en révélant son infidélité au roi.
Avec de nombreux combats et rebondissements romanesques, Les Trois Mousquetaires est l'exemple type du roman de cape et d'épée et le succès a été tel que Dumas l'a adapté au théâtre, et a repris les quatre héros dans la suite de la trilogie. Le roman a fait l'objet de très nombreuses adaptations au cinéma et à la télévision.

## Influences

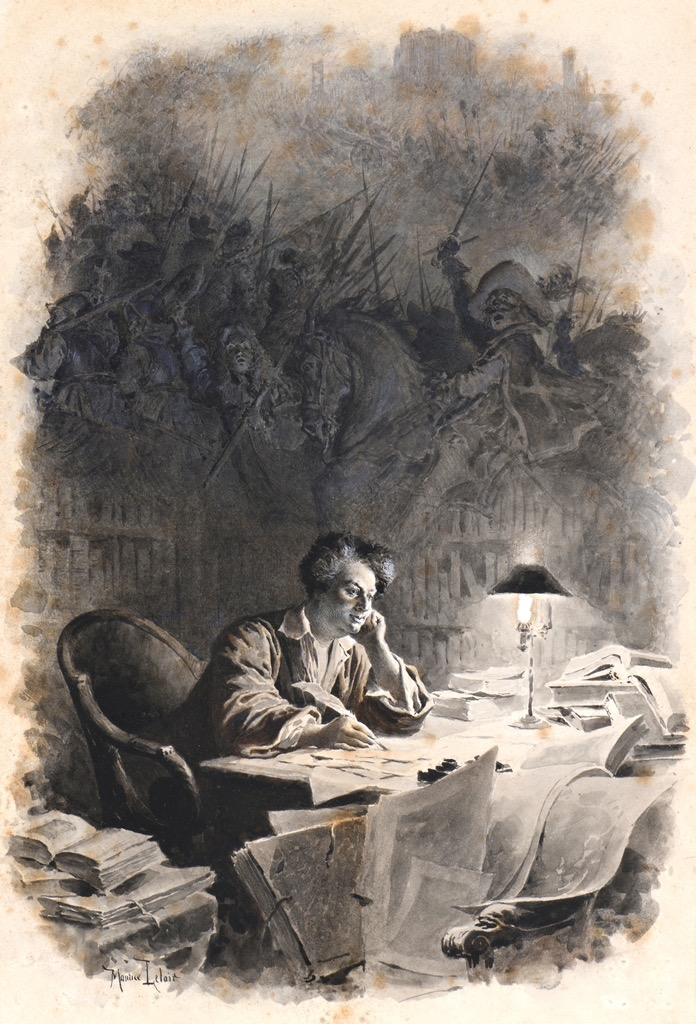
Alexandre Dumas rédigeant Les Trois Mousquetaires.
Lavis d'encre de Maurice Leloir, 1894.

Les Mémoires de Mr d’Artagnan de Gatien Courtilz de Sandras ont inspiré le scénario et l'intrigue ; les noms d’Athos, Porthos et Aramis y sont écrits en toutes lettres. Auguste Maquet, proche collaborateur (voire « écrivain fantôme ») d'Alexandre Dumas, aurait fait le brouillon alors que selon Henri d'Alméras, Alexandre Dumas serait responsable pour le style, les dialogues et l'animation du récit.

## Résumé

### L'arrivée à Paris
L'intrigue débute par la description d'un jeune homme de 18 ans, ridicule sur son cheval jaune mais qui fait taire les rires avec sa mine farouche et sa longue rapière. Il monte à Paris de sa province avec l'épée et le cheval de son père, un baume médicinal de sa mère et une lettre de recommandation pour le Comte de Tréville (M. de Tréville), le capitaine des Mousquetaires du roi Louis XIII.
Le premier lundi du mois d'avril 1625, le jeune d'Artagnan, c'est le nom de ce gentilhomme, un Gascon, arrive au bourg de Meung où trois hommes, dont un en particulier, se moquent de son cheval du haut de la fenêtre d'une auberge. Cela amène d'Artagnan à provoquer cet homme et à lui intimer de descendre se moquer de lui en face. D'Artagnan tire son épée mais avant que le duel n'ait pu commencer, les laquais et le patron de l'auberge lui tombent dessus à coup de bâtons, brisent son épée et le blessent gravement. À son réveil, d'Artagnan aperçoit l'homme de Meung parler avec une femme qu'il appelle Milady et il le provoque à nouveau. Cependant, l'homme s'enfuit sur l'injonction de Milady, qui lui rappelle qu'il est investi d'une mission dont les intérêts surpassent les siens. Il découvre aussi que sa lettre pour le Comte de Tréville, son bien le plus précieux, a disparu. Elle a été volée par « l'homme de Meung » dont on apprendra plus tard le nom : c'est le comte de Rochefort, l'« âme damnée » du cardinal de Richelieu.
À Paris, d'Artagnan vend son cheval et fait remettre une lame à son épée. Le lendemain il se présente quand même à l'hôtel de M. de Tréville, où il est impressionné par l'attitude des mousquetaires qui se battent dans l'antichambre pour s'amuser et critiquent le cardinal. Il obtient une entrevue avec M. de Tréville qui ne peut lui promettre une place dans sa compagnie et se méfie de lui. En outre durant son entrevue, M. de Tréville appelle trois mousquetaires, Athos, Porthos et Aramis et les réprimande pour avoir perdu une altercation contre les gardes du cardinal la veille. Avant la fin de son entrevue, D'Artagnan apercevant par la fenêtre l'homme de Meung se lance à sa poursuite. Alors qu'il cherche à le rattraper, d'Artagnan enchaîne les maladresses avec trois mousquetaires, Athos, Porthos et Aramis, ce qui lui vaut trois provocations en duel, à 12h avec Athos, à 13h avec Porthos et à 14h avec Aramis.

Illustrations de Maurice Leloir
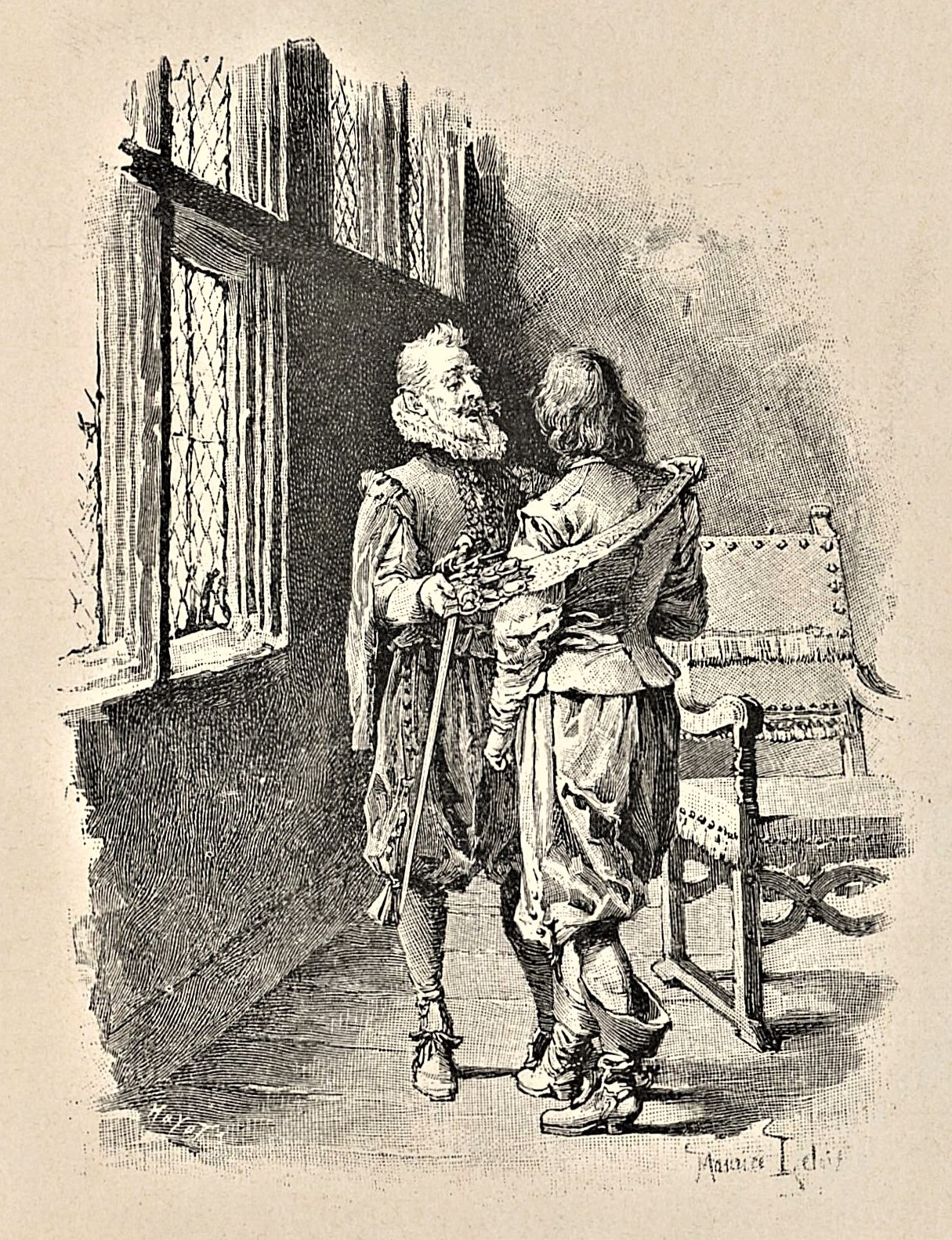
D'Artagnan père prodigue ses derniers conseils à son fils.
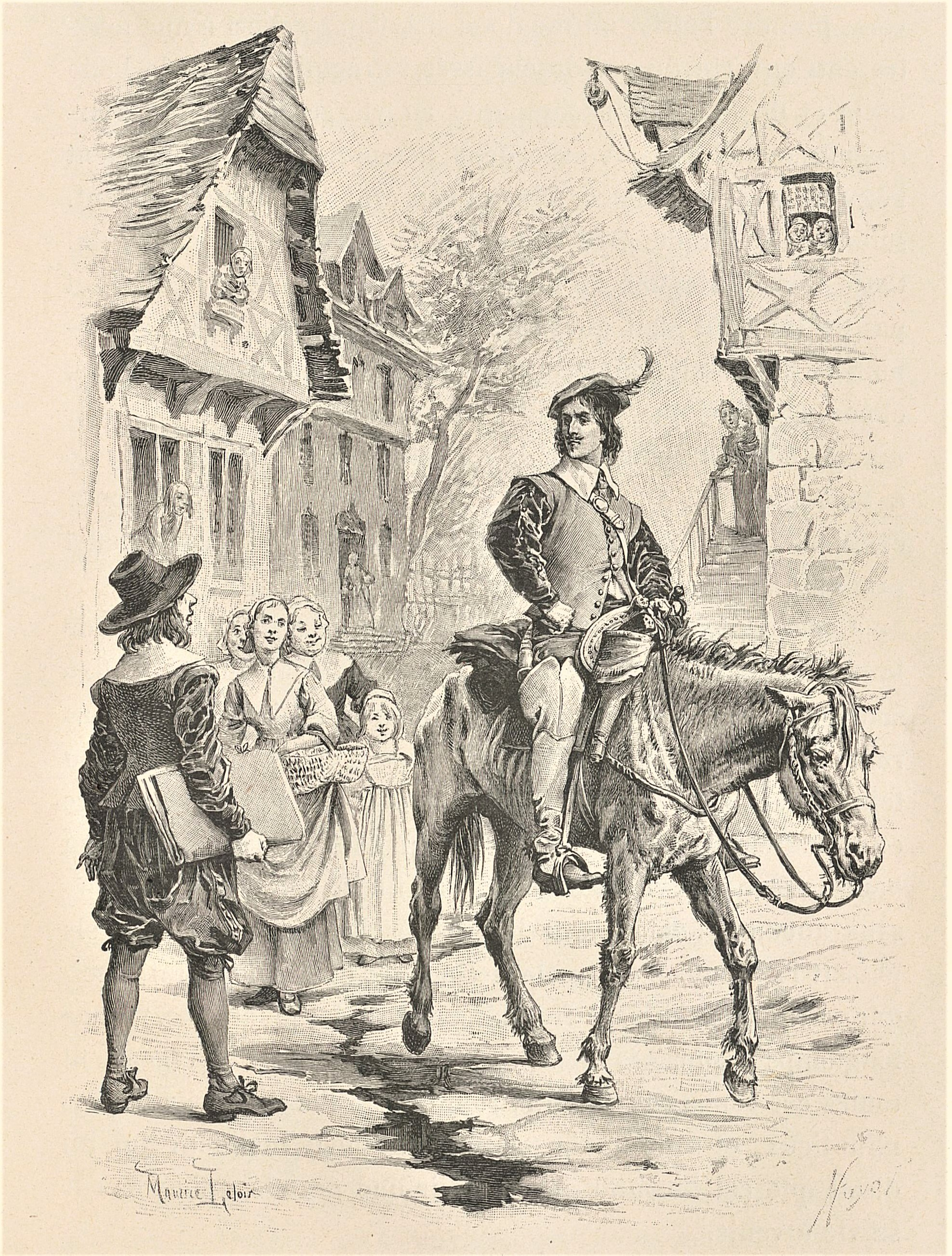
D'Artagnan et son bidet jaune sont l'objet de la risée publique.
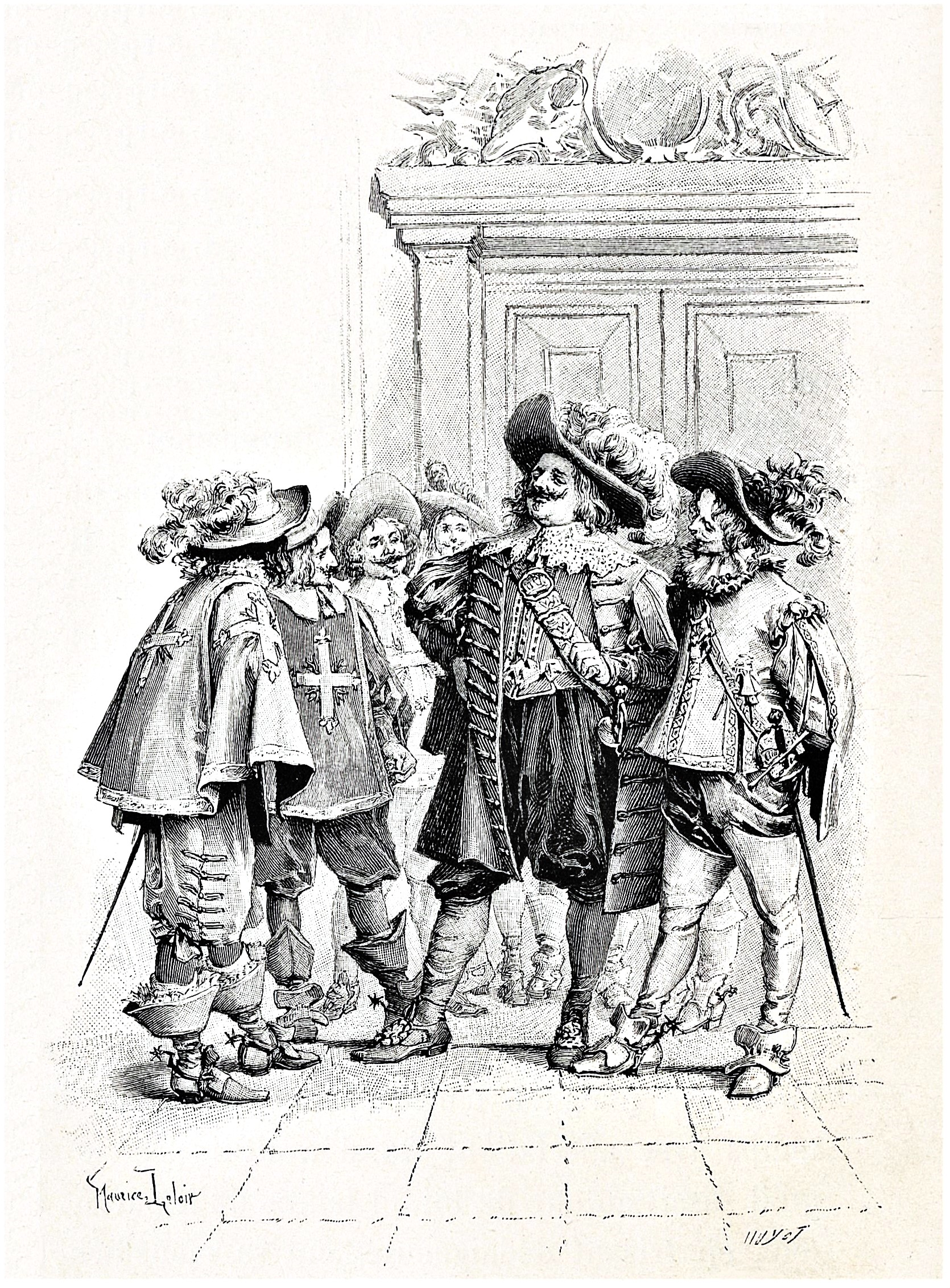
Porthos fait admirer son baudrier en broderies d'or.

D'Artagnan a donc rendez-vous au couvent des Carmes-Deschaux (un lieu isolé car les duels sont interdits par le cardinal Richelieu) avec Athos, qui s'excuse de ne pas l'avoir prévenu qu'il combattrait de la main gauche car cela peut-être gênant pour un adversaire non prévenu, et lui propose d'attendre ses deux témoins. Les deux témoins arrivent : ce sont Aramis et Porthos.
Athos et d'Artagnan dégainent mais alors qu'ils s'apprêtaient à combattre un groupe de gardes du cardinal arrive. Trop heureux de prendre en défaut les mousquetaires du roi, les gardes du cardinal interviennent alors que d'Artagnan s'apprête à croiser le fer. Les mousquetaires refusent de rendre les armes et d'Artagnan se range alors du côté de ses anciens adversaires pour leur prêter main-forte. Le combat reste néanmoins déséquilibré malgré ce renfort car il y a quatre mousquetaires dont un blessé (Athos) et un tout jeune homme (d'Artagnan) contre cinq gardes du cardinal. D'Artagnan hérite de Jussac, une des plus fines lames de l'époque dont il finit par se débarrasser et vole alors au secours d'Athos qui se trouvait en difficulté de par son bras blessé.
Après un rude combat où les gardes du Cardinal sont défaits, les quatre jeunes gens se jurent amitié. Tréville raconte leur aventure au roi qui veut les recevoir le lendemain mais entre-temps, après une insulte au jeu de Paume, d'Artagnan blesse gravement Bernajoux un autre garde du cardinal et leur altercation dégénère en émeute entre les gardes du cardinal et les mousquetaires. Reçu par Louis XIII, d'Artagnan se voit offrir 40 pistoles de la main du roi ; il entre comme cadet dans la compagnie des Essarts du régiment des Gardes françaises et prend pour laquais un dénommé Planchet.

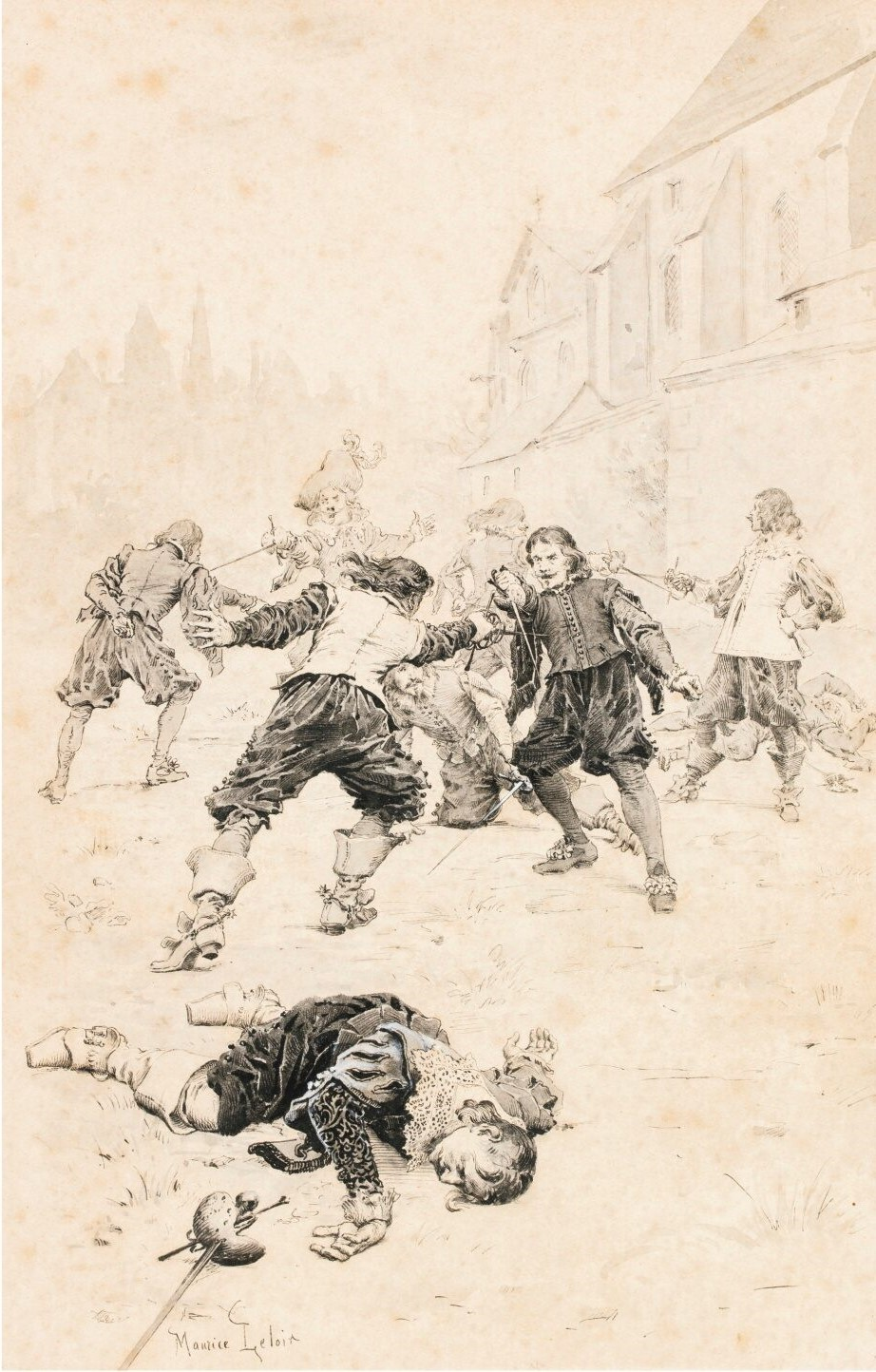
Athos, Porthos, Aramis et d'Artagnan affrontent les Gardes du Cardinal au couvent des Carmes déchaux.
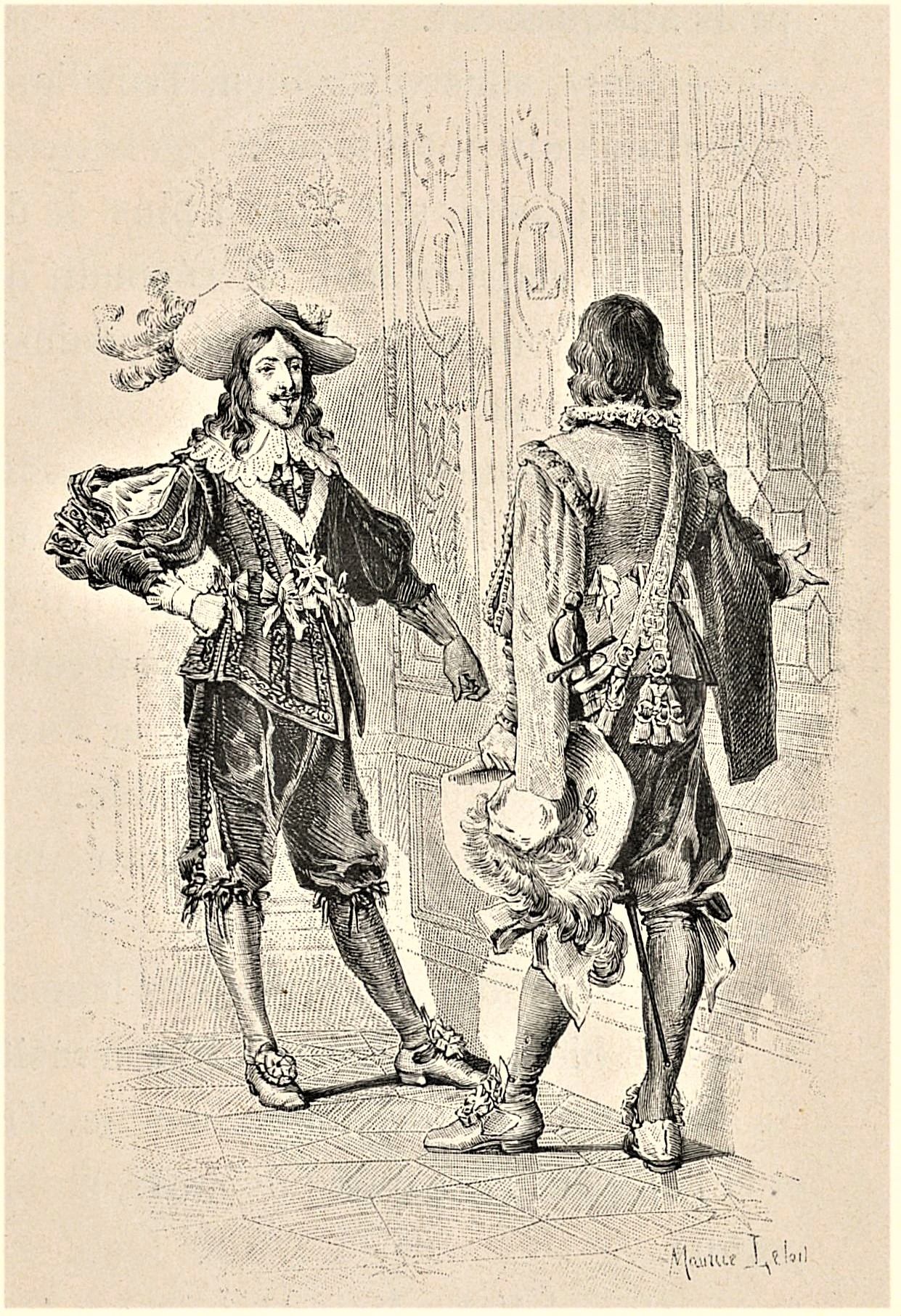
M. de Tréville raconte au roi Louis XIII le duel des mousquetaires.
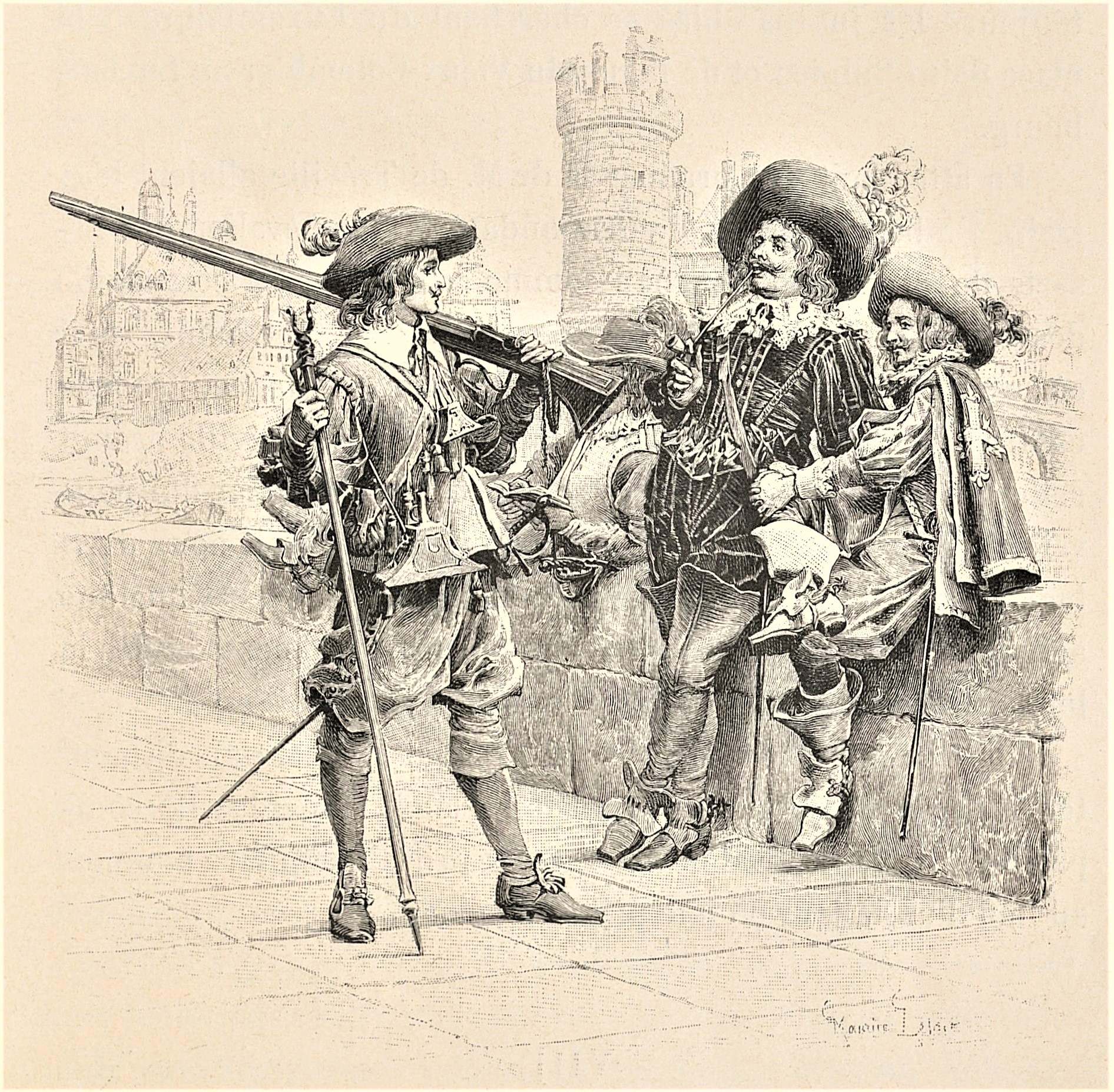
Cadet dans la compagnie des Essarts des Gardes françaises, d'Artagnan monte la garde, entouré de ses trois amis mousquetaires.

### Les ferrets de la reine

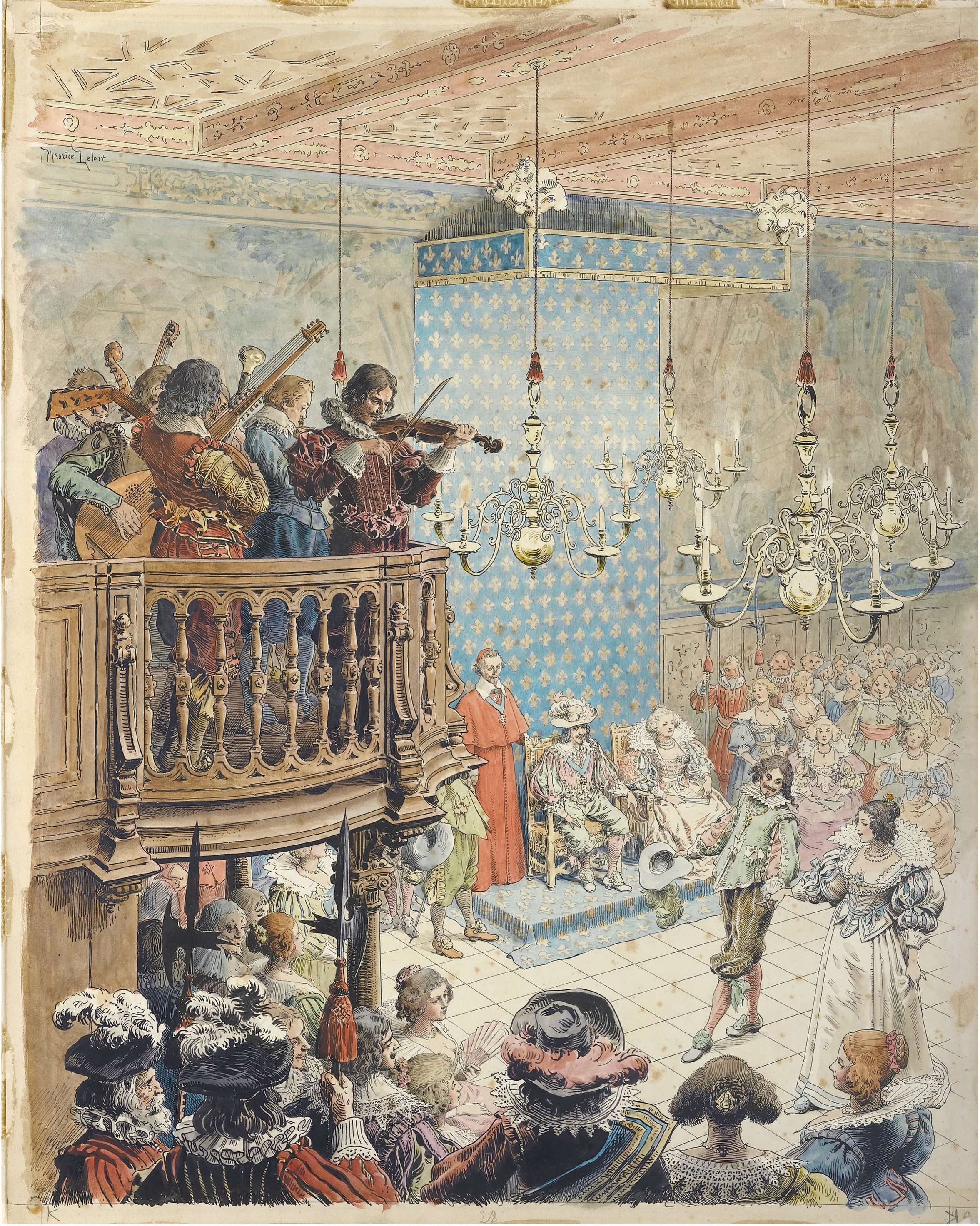
Un bal à la cour.
Louis XIII et Anne d'Autriche sont assis sous le dais royal fleurdelisé. Le cardinal de Richelieu se tient debout à la droite du souverain.
Illustration de Maurice Leloir, 1901.

Le jeune d'Artagnan s'éprend de l'épouse de son propriétaire, Constance Bonacieux, lingère de la reine Anne d'Autriche. Celle-ci est enlevée par Rochefort. La jeune femme, secourue par d'Artagnan, lui révèle que Richelieu cherche à compromettre la reine en dévoilant la relation amicale que celle-ci entretient avec le duc de Buckingham, favori du roi Charles Ier d'Angleterre. La reine a imprudemment offert au duc des ferrets de diamant qu'elle tenait du roi. Poussé par le cardinal, celui-ci a demandé à la reine de paraître avec ces ferrets au prochain Bal des Échevins. Pour être certain que la reine ne pourra obéir, Richelieu a chargé Milady de Winter de subtiliser deux des ferrets qui sont en possession de Buckingham. Par l'intermédiaire de Constance, la reine envoie d'Artagnan à Londres récupérer les ferrets. Il part pour l'Angleterre avec ses compagnons et leurs laquais mais laisse en chemin Porthos, aux prises avec un ivrogne, Aramis, blessé au bras, et enfin Athos, accusé d’être un faux-monnayeur. Il rejoint enfin l'Angleterre avec un laissez-passer volé au comte de Wardes (l'amant de Milady). Il voit le duc de Buckingham qui ne peut lui donner les ferrets se les étant fait voler par Milady, et ordonne donc à son joaillier personnel de fabriquer deux autres ferrets pour les remplacer. D'Artagnan retourne à Paris juste à temps pour sauver la reine.

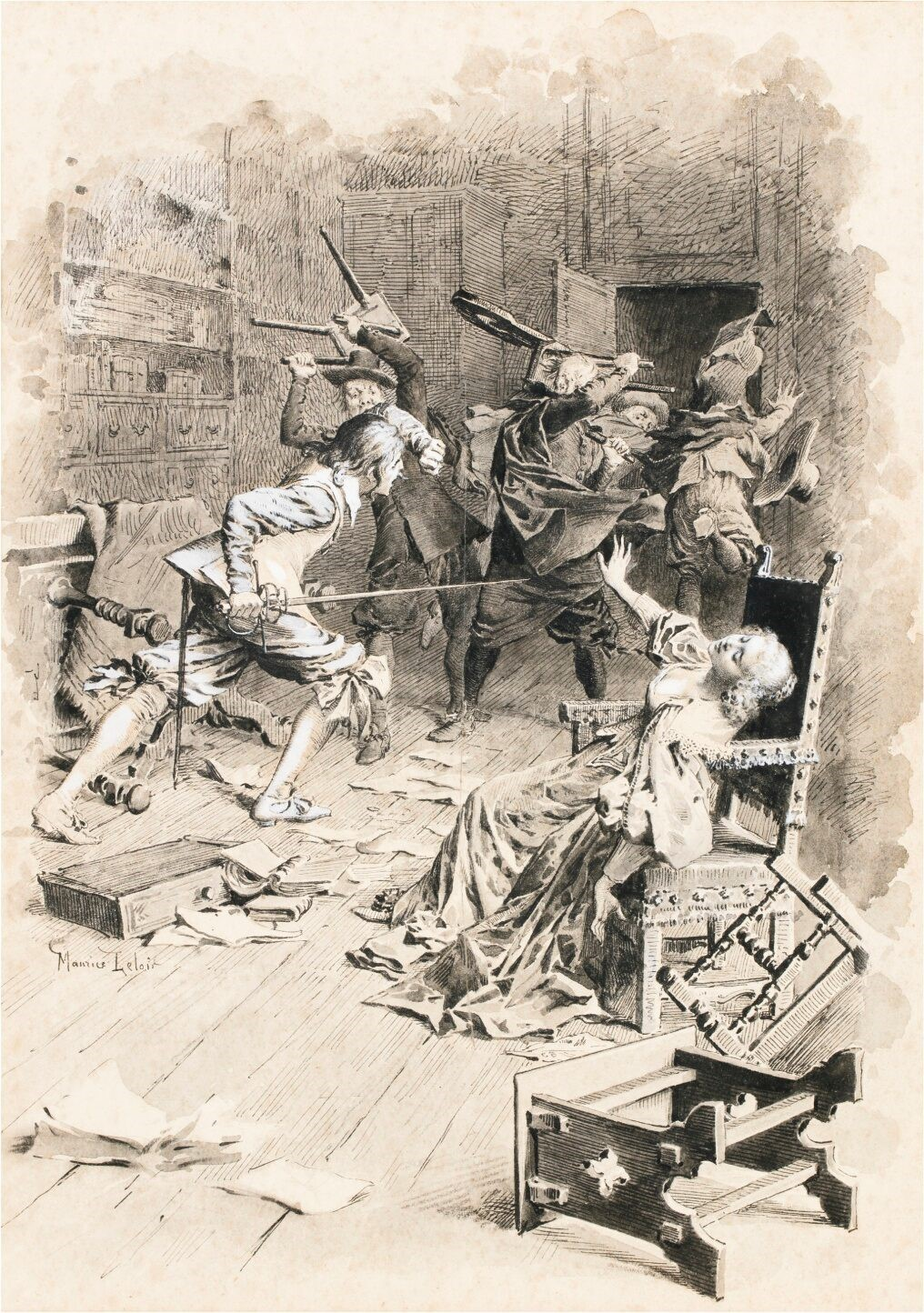
D'Artagnan sauve Constance Bonacieux des agents du Cardinal.
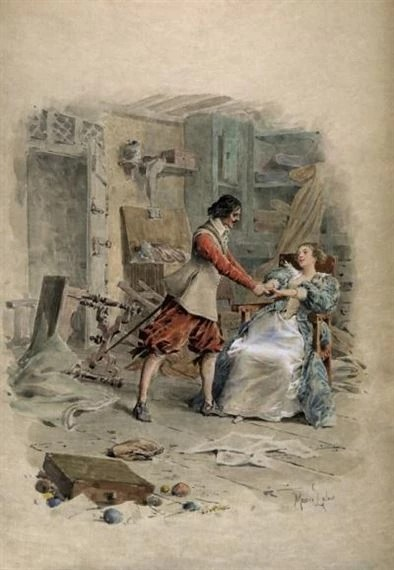
D'Artagnan et Constance Bonacieux.
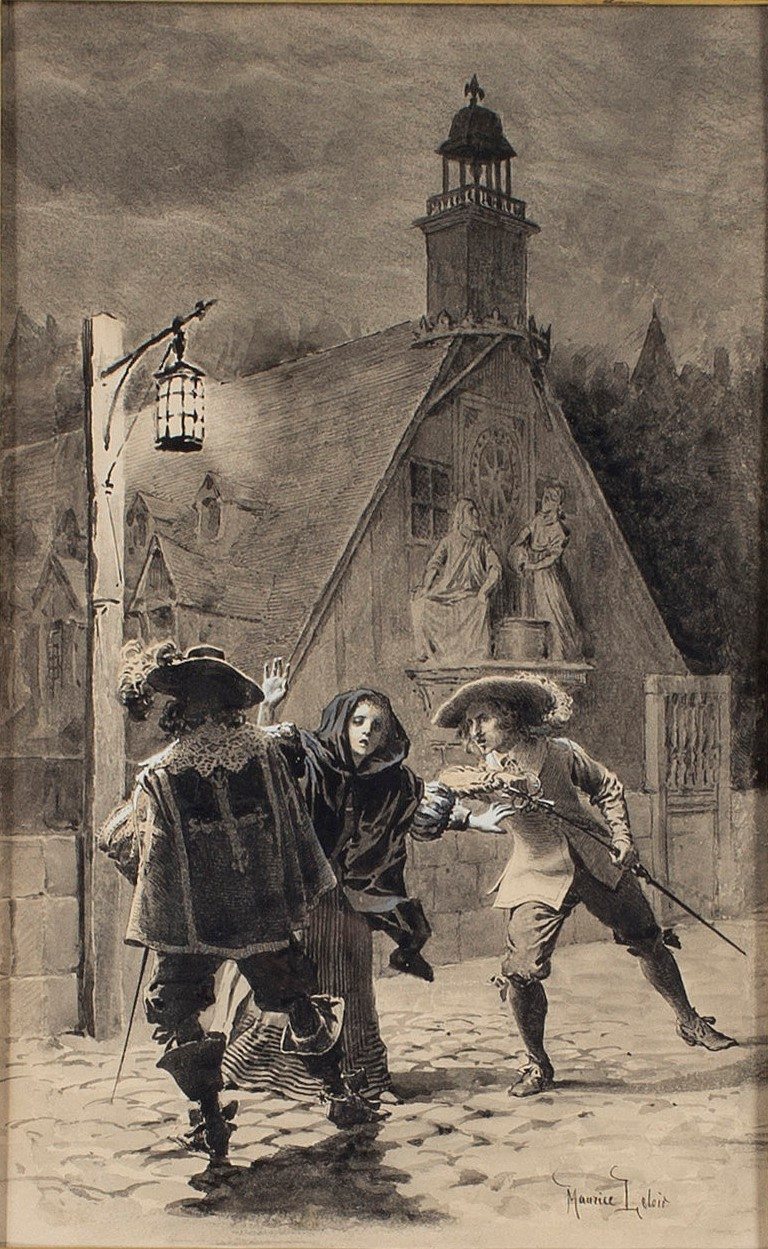
Constance Bonacieux s'interpose entre d'Artagnan et Buckingham.
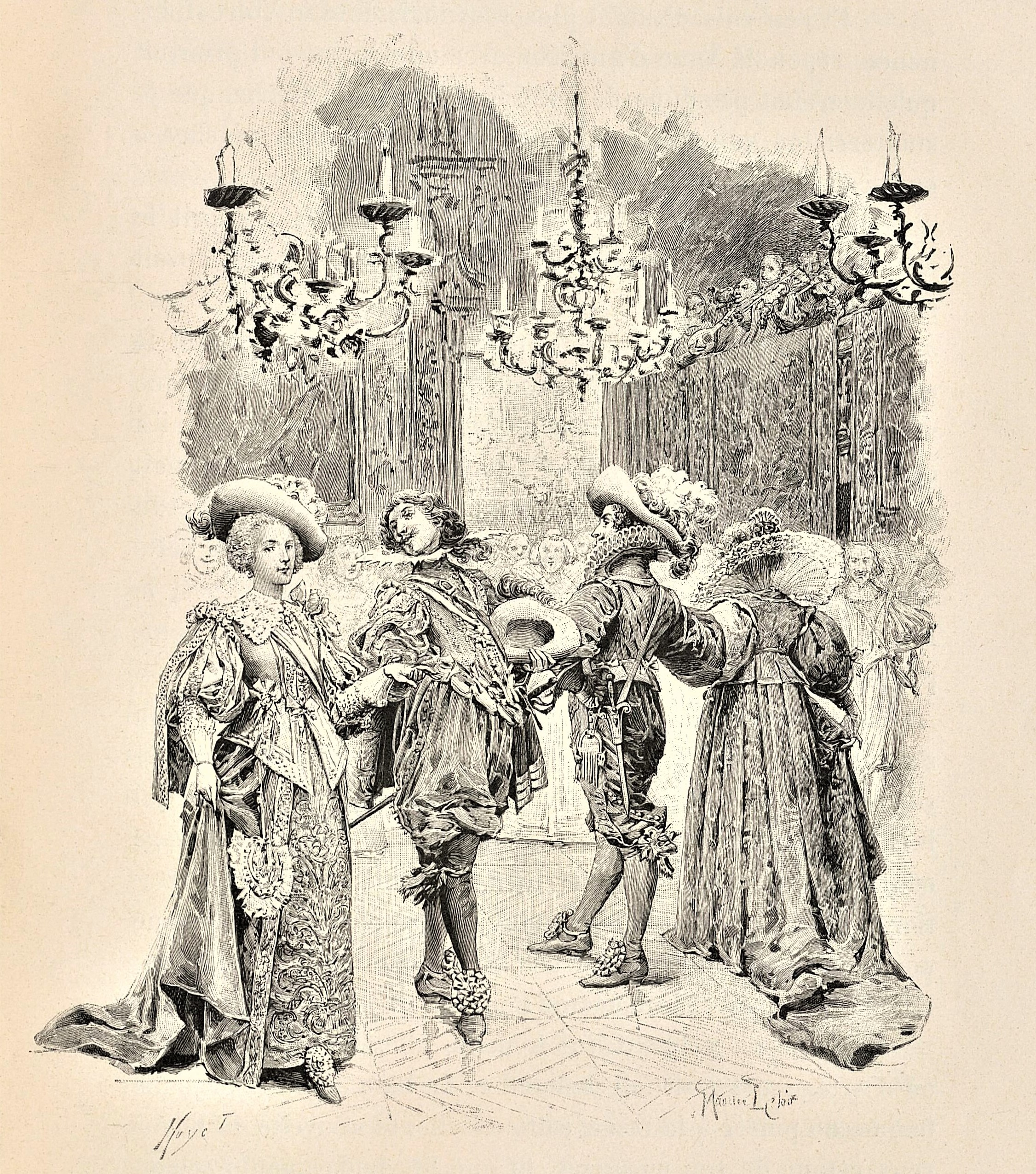
La reine Anne d'Autriche (portant ses ferrets) et le roi Louis XIII dansant le ballet de la Merlaison au Bal des Échevins.

### Le siège de La Rochelle
Constance disparaît, enlevée sur ordre de Richelieu qui s'est assuré de la neutralité de son mari. D'Artagnan se met en quête de ses amis avant de partir à sa recherche. Il retrouve Porthos blessé à la cheville et dans son orgueil, Aramis prêt à entrer dans les ordres (ce dont il le dissuade grâce à une lettre de Mme de Chevreuse), et enfin Athos encore enfermé dans une cave à vin. Ils rentrent à Paris où M. de Tréville leur apprend qu'ils doivent se préparer à rejoindre le siège de La Rochelle. M. de Tréville annonce à d'Artagnan que le roi lui accordera une place chez les mousquetaires après le siège. Pendant ses préparatifs, d'Artagnan rencontre Milady et son beau-frère, Lord de Winter, qu'il provoque en duel. Vainqueur, d'Artagnan fait grâce à Lord de Winter et obtient en échange une entrevue avec Milady, qu'il va courtiser. D'Artagnan obtient ses faveurs et découvre que son épaule est marquée au fer rouge d'une fleur de lys, signe infamant la désignant comme criminelle. Furieuse de se voir démasquée, Milady tente par deux fois de faire assassiner d'Artagnan.
À La Rochelle, Athos, Porthos et Aramis croisent le cardinal à la nuit tombante et acceptent de l'escorter jusqu'à une auberge. Intrigués, les mousquetaires s'attardent et découvrent qu'il attend Milady. Il la charge de tuer le duc de Buckingham et, en échange, il lui donnera un blanc-seing pour assassiner d'Artagnan sans risquer la Bastille. Athos reconnaît en Milady son ex-épouse, Anne de Breuil, et lui dérobe le blanc-seing.

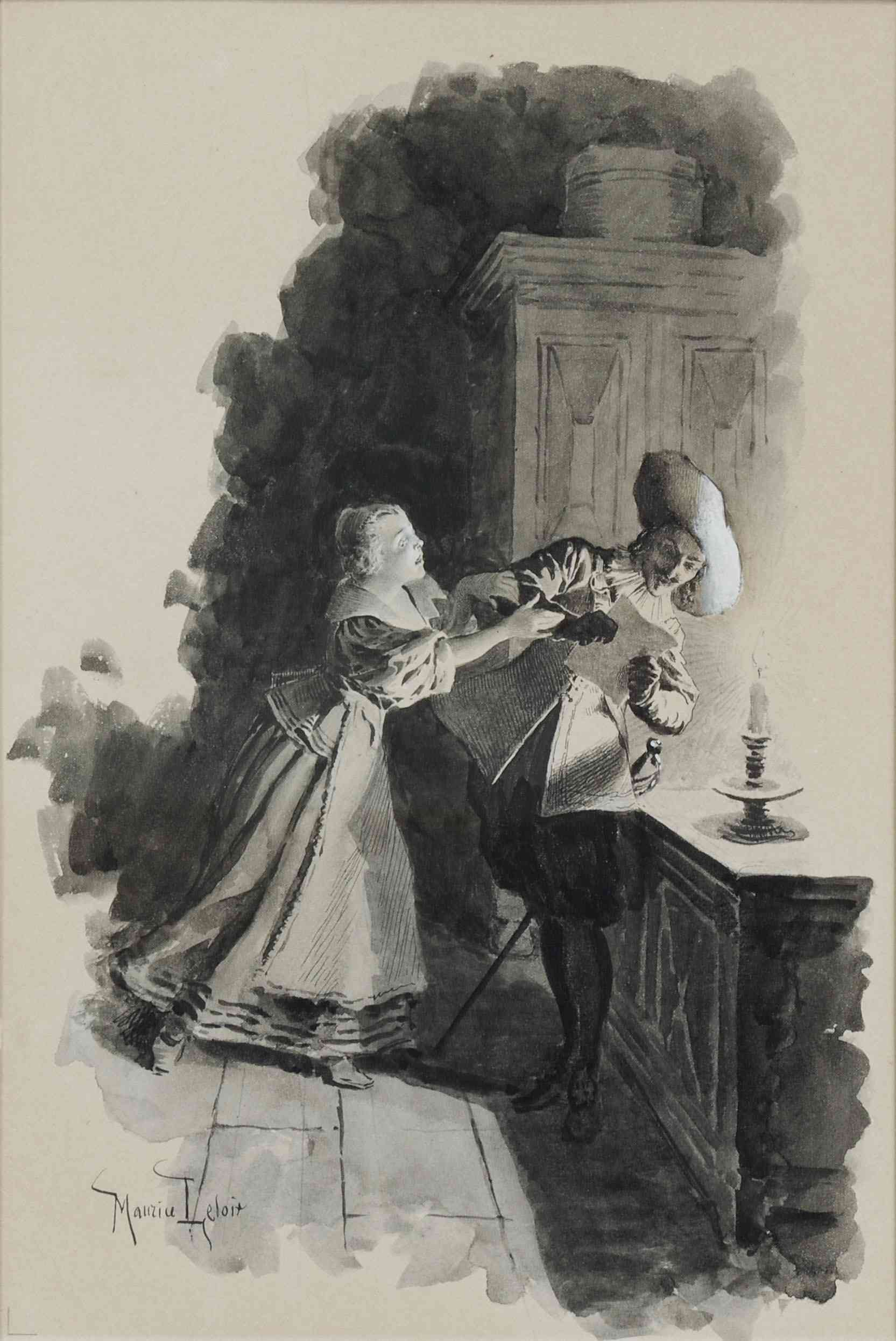
D'Artagnan dérobe une lettre adressée au comte de Wardes, tandis que la servante Ketty tente vainement de protéger le secret de la correspondance de Milady.
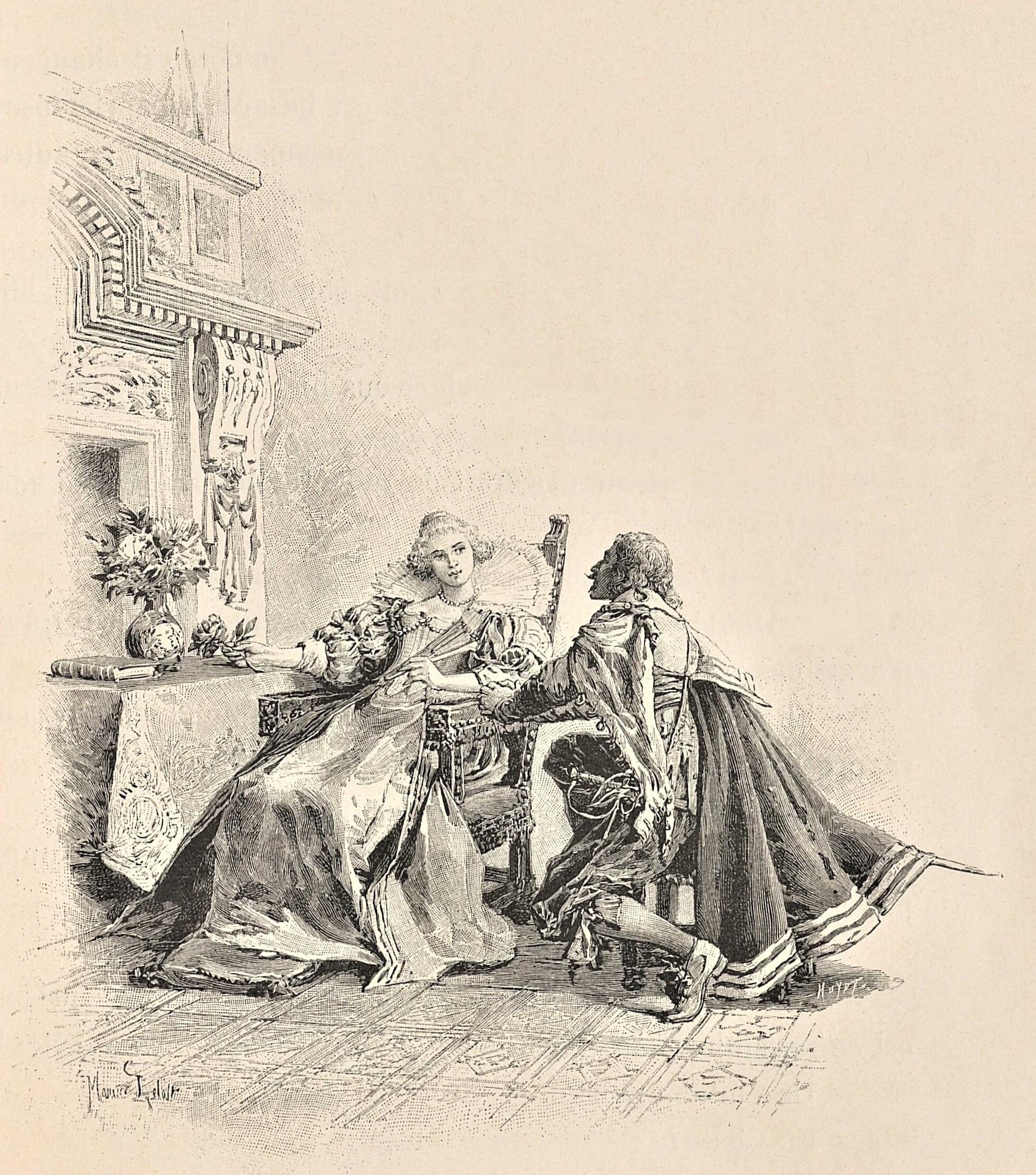
D'Artagnan et Milady de Winter.
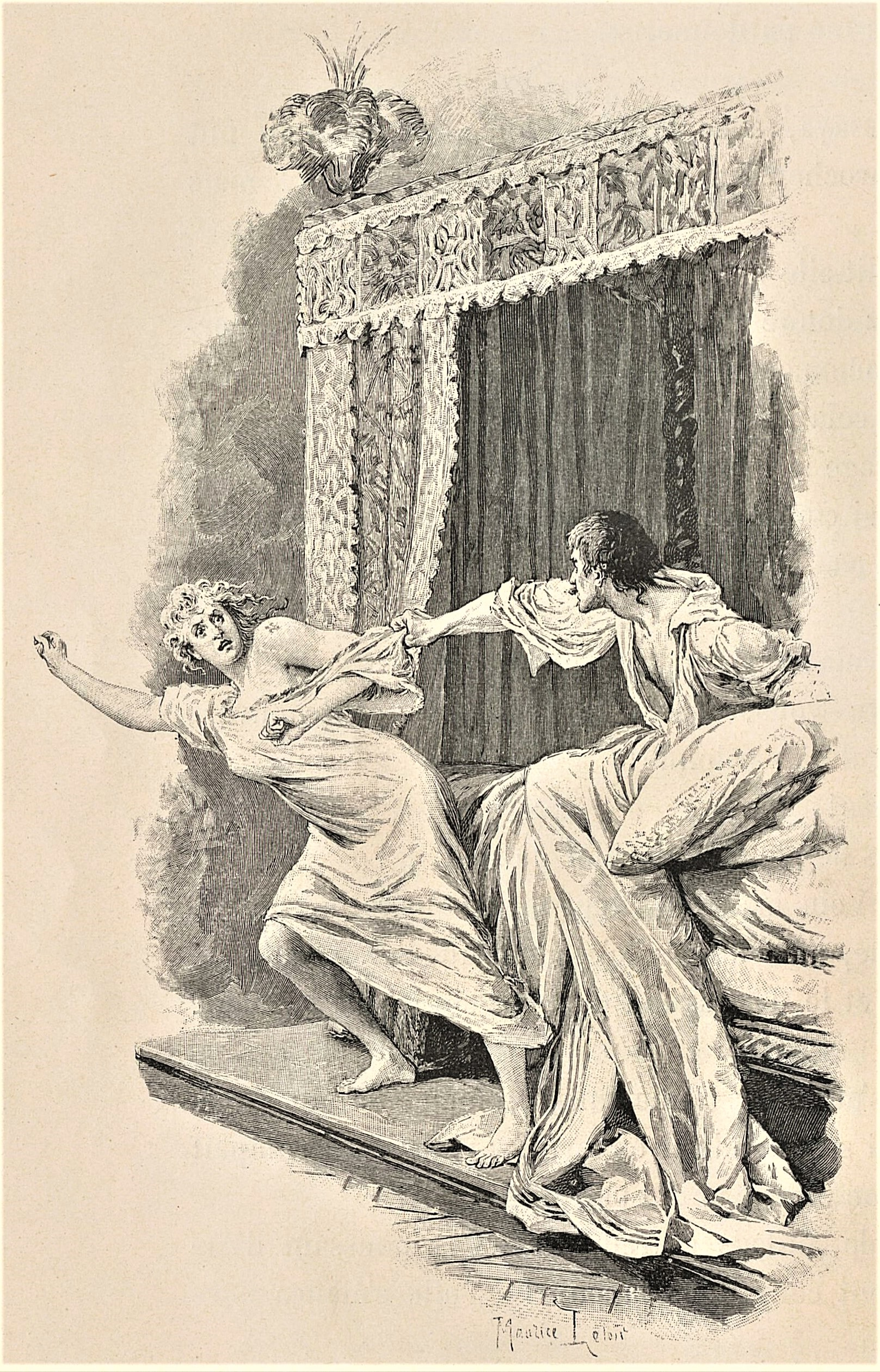
D'Artagnan découvre la fleur de lys marquée au fer rouge sur l'épaule de Milady.
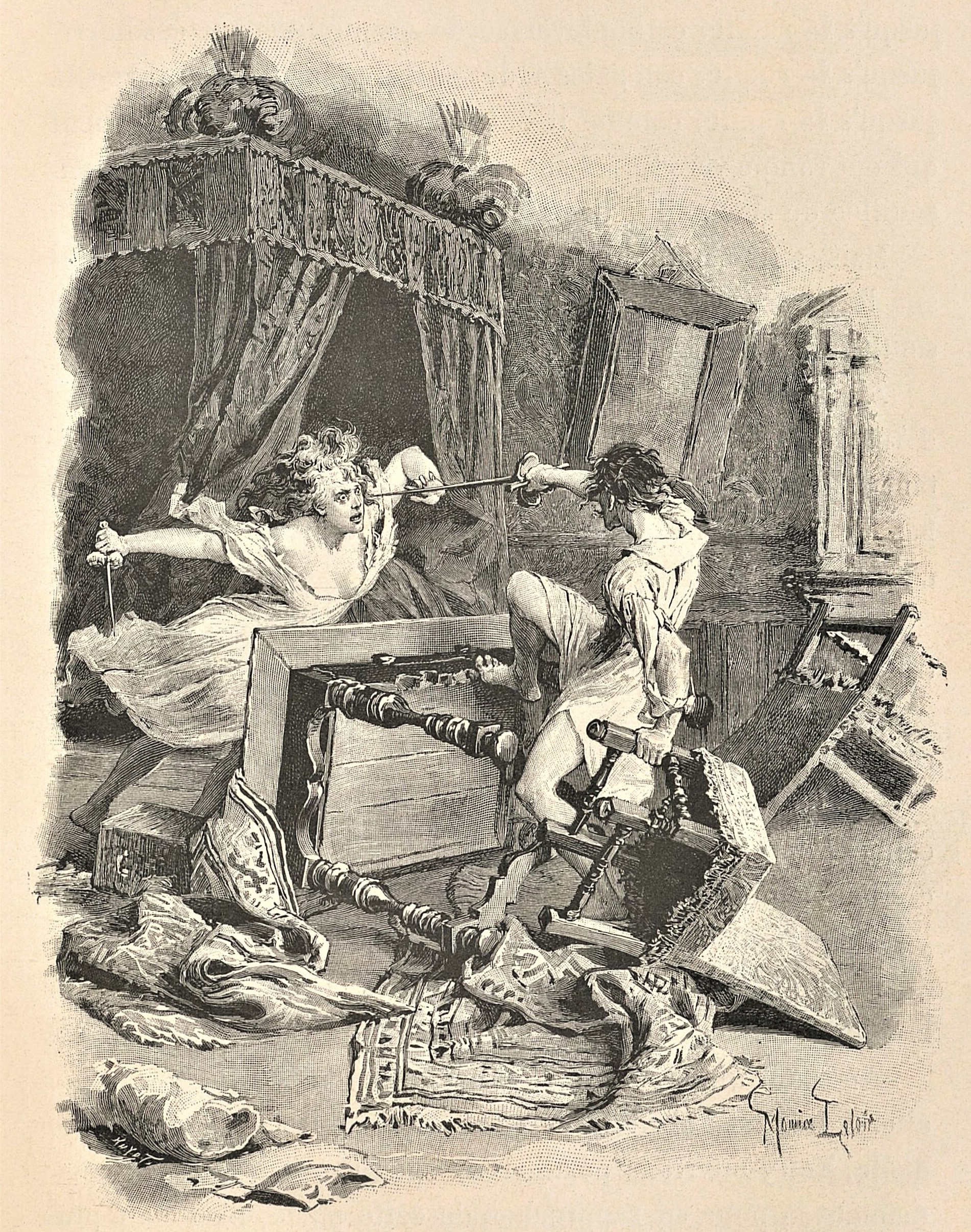
Milady tente de poignarder d'Artagnan.
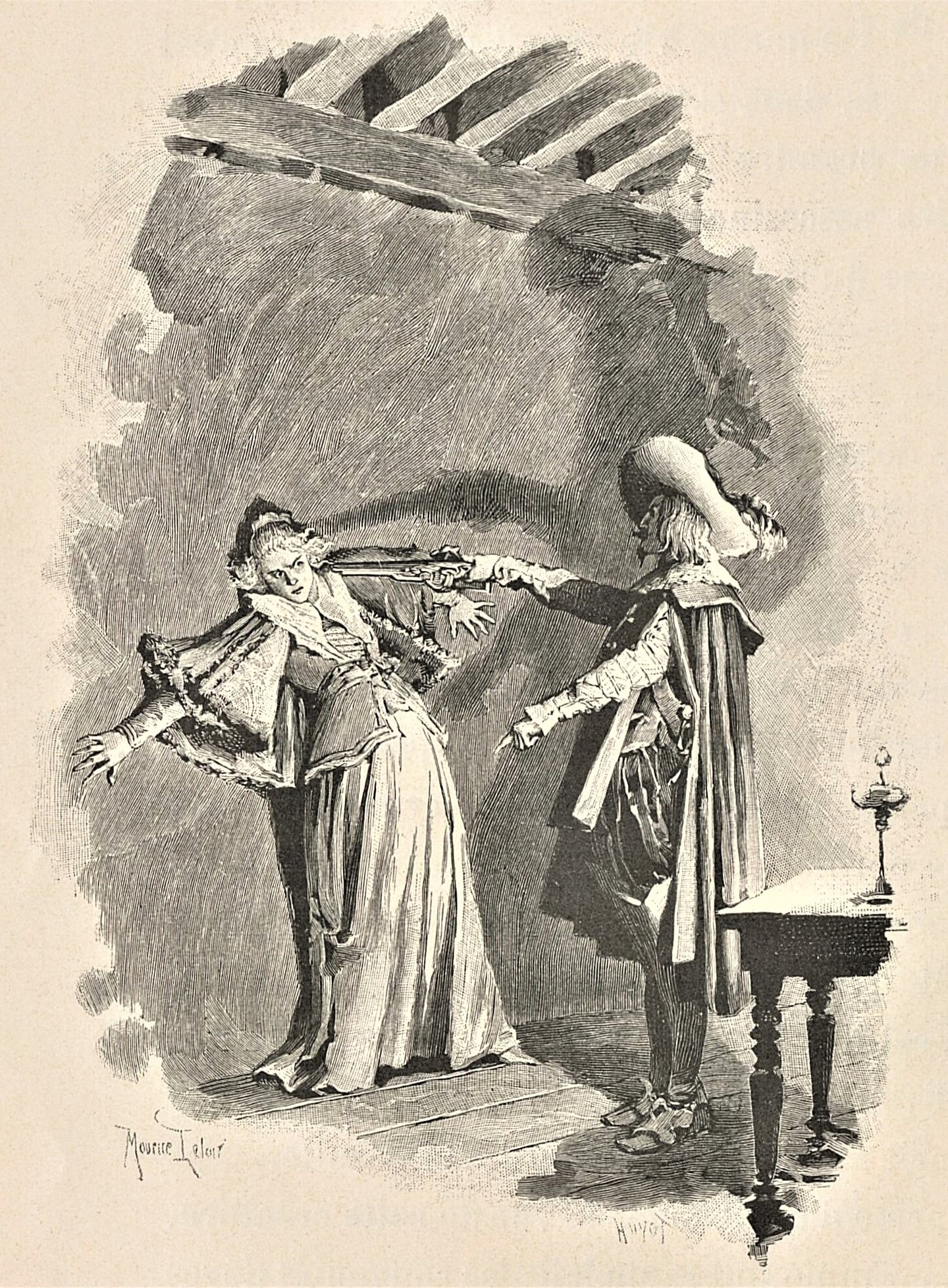
Athos reprend de force le blanc-seing à Milady.

### La fin de Milady
Pour échapper à la surveillance des agents du Cardinal, les mousquetaires tentent une action héroïque en allant défendre un bastion avancé où ils se retrouvent seuls sous le feu de l'ennemi avec Grimaud, le laquais d'Athos ; une fois le Gascon informé du danger qu'il court, ils décident d'écrire à Lord de Winter pour lui révéler la vérité sur Milady. Ensuite ils demandent à la reine, par le biais de Mme de Chevreuse, où se trouve Constance Bonacieux. Leurs plans ainsi arrêtés dans le plus grand secret, les mousquetaires quittent le bastion et retournent au camp où ils sont accueillis en héros.
De retour en Angleterre, Milady est retenue prisonnière par son beau-frère. Elle séduit son geôlier, John Felton, le convainc d'assassiner le duc de Buckingham, et retourne en France. Là, elle se réfugie dans le couvent des Carmélites de Béthune, où se cache également Constance. Découvrant les liens entre la jeune femme et d'Artagnan, elle la tue en l'empoisonnant au moment même où d'Artagnan arrive en compagnie d'Athos, Porthos et Aramis. Aidés par lord de Winter et le bourreau de Lille — frère d'une ancienne victime de Milady, prêtre du couvent où elle résidait et qu'elle a séduit — les mousquetaires s'emparent de la meurtrière à Armentières et lui font un simulacre de procès. Le verdict est unanime : coupable, elle mérite la peine de mort et elle est décapitée.

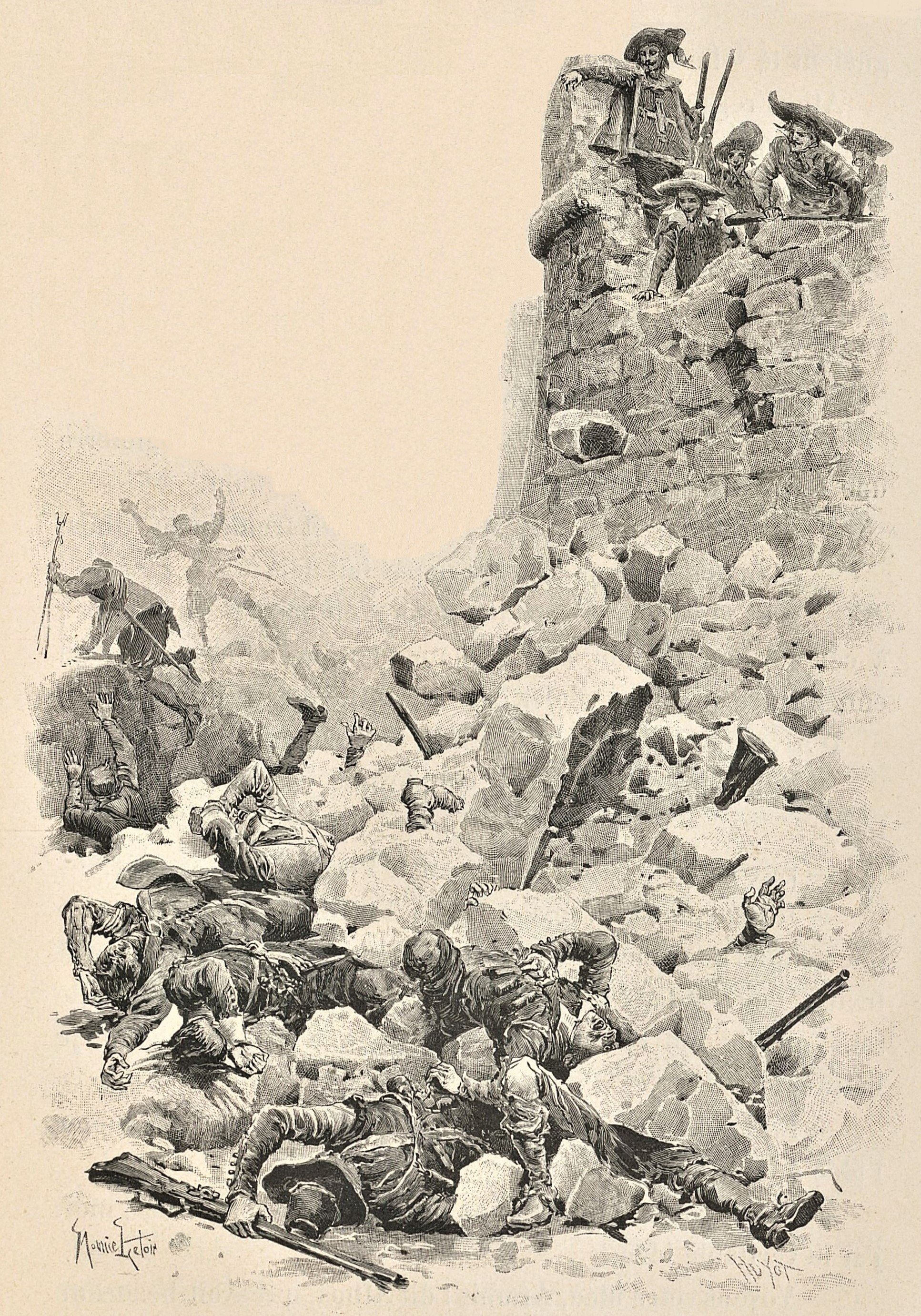
Assiégés dans un bastion, les mousquetaires écrasent plusieurs Rochelais à l'aide d'un énorme pan de mur.
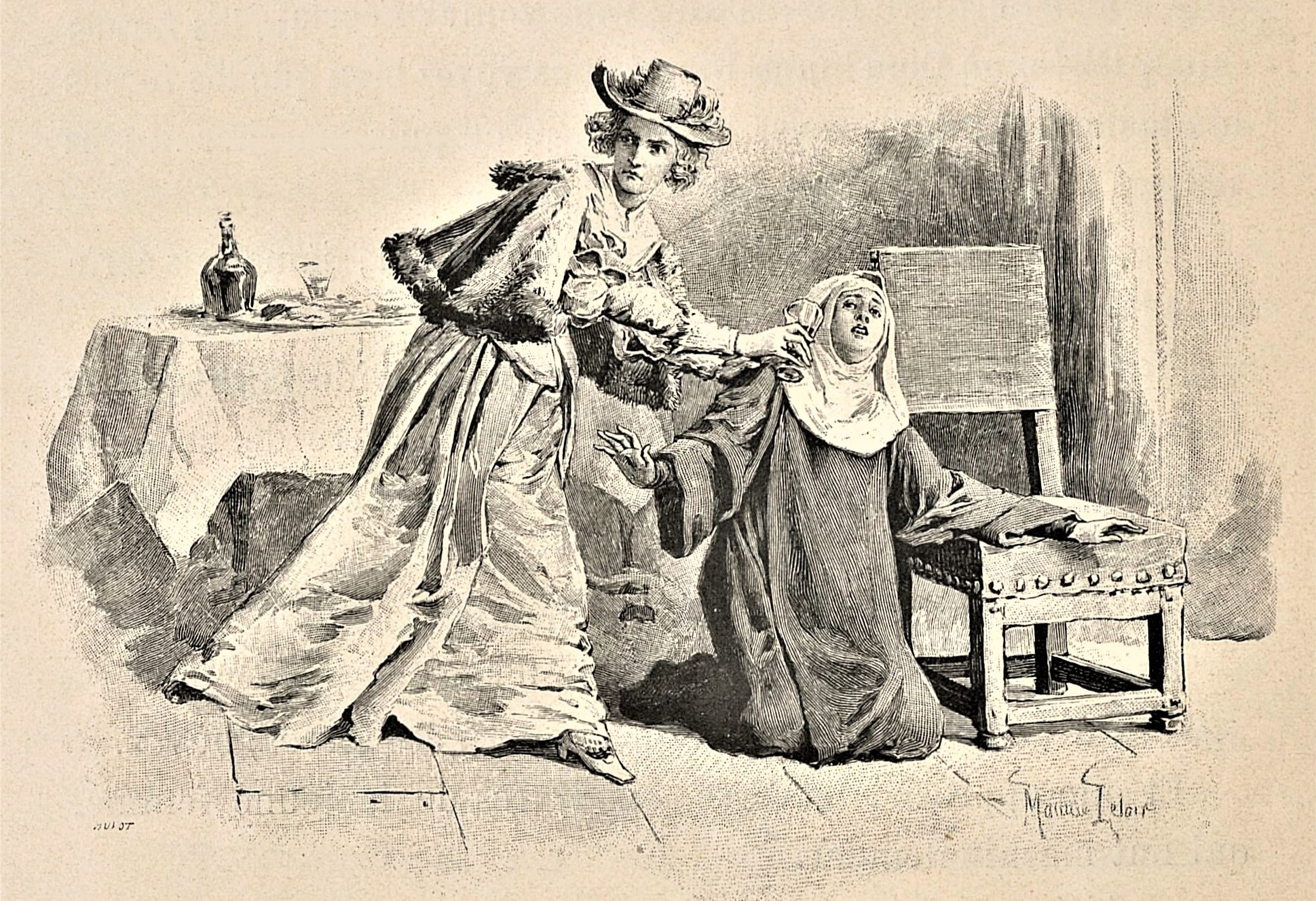
Milady empoisonne Constance Bonacieux.
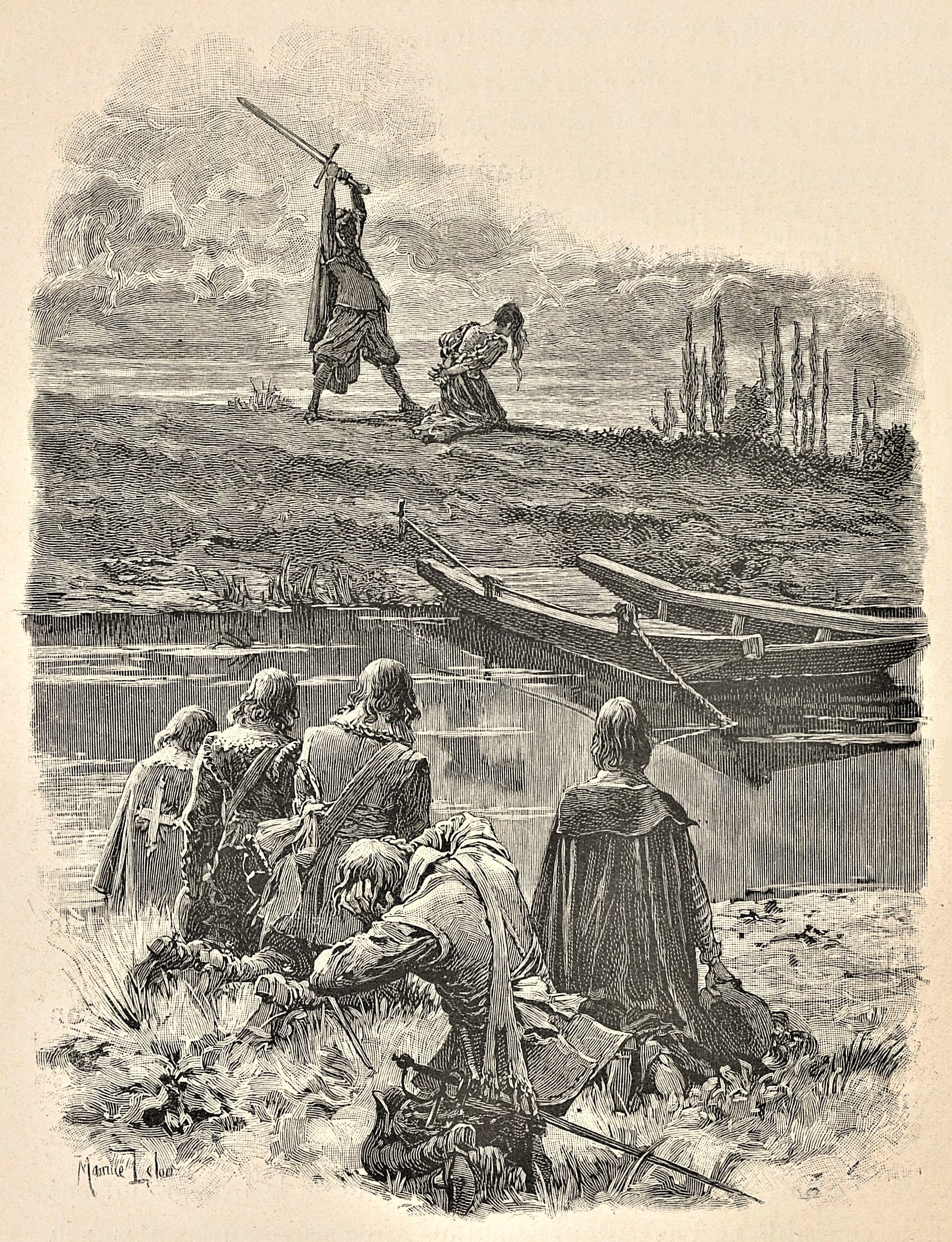
L'exécution de Milady.

Les mousquetaires rentrent à Paris, où d'Artagnan se voit remettre magnanimement un brevet de lieutenance dans les mousquetaires par le cardinal de Richelieu, conscient de la valeur du jeune homme et de la perniciosité de Milady. À la suite de la capitulation de La Rochelle, Louis XIII entre triomphalement dans Paris. Promu lieutenant, le Gascon croise trois fois le fer avec Rochefort, puis les deux duellistes finissent par enterrer leur querelle. Athos quitte la compagnie des mousquetaires pour aller vivre dans sa campagne natale, Porthos pour épouser sa procureuse devenue veuve, et Aramis pour devenir prêtre chez les lazaristes.

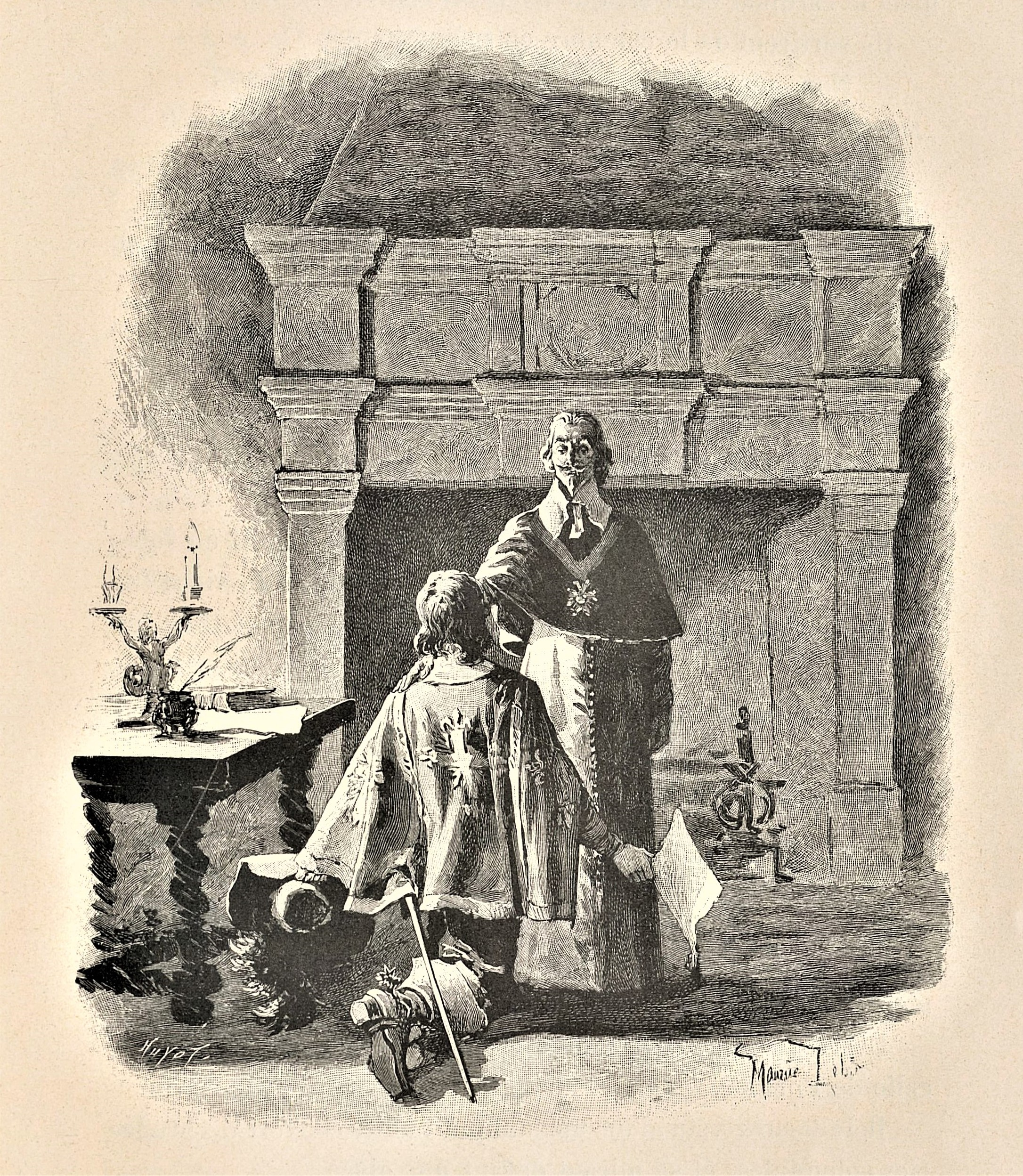
Le cardinal de Richelieu remet à d'Artagnan un brevet de lieutenance dans les mousquetaires.
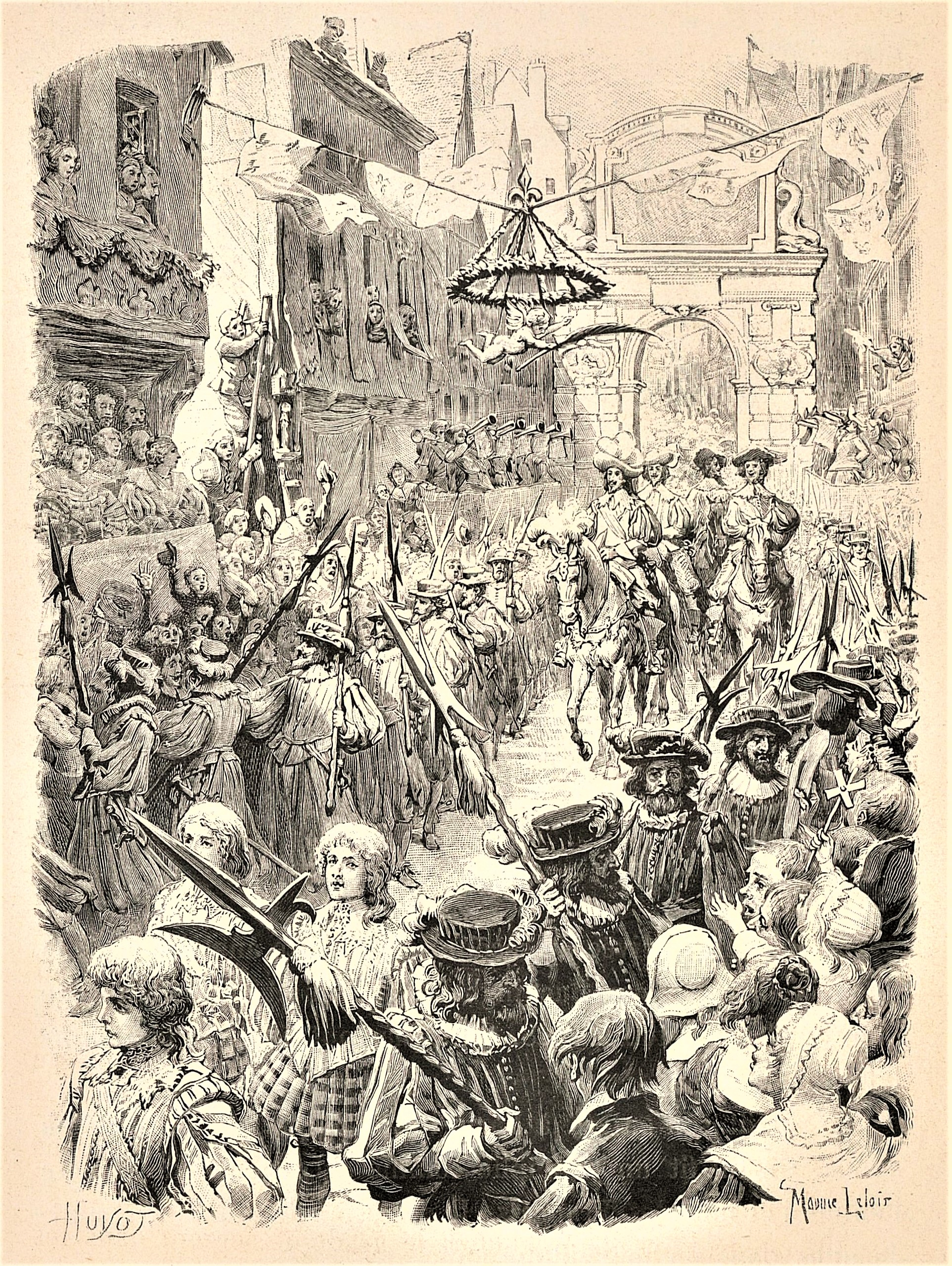
Louis XIII entre triomphalement dans Paris après la capitulation de La Rochelle.
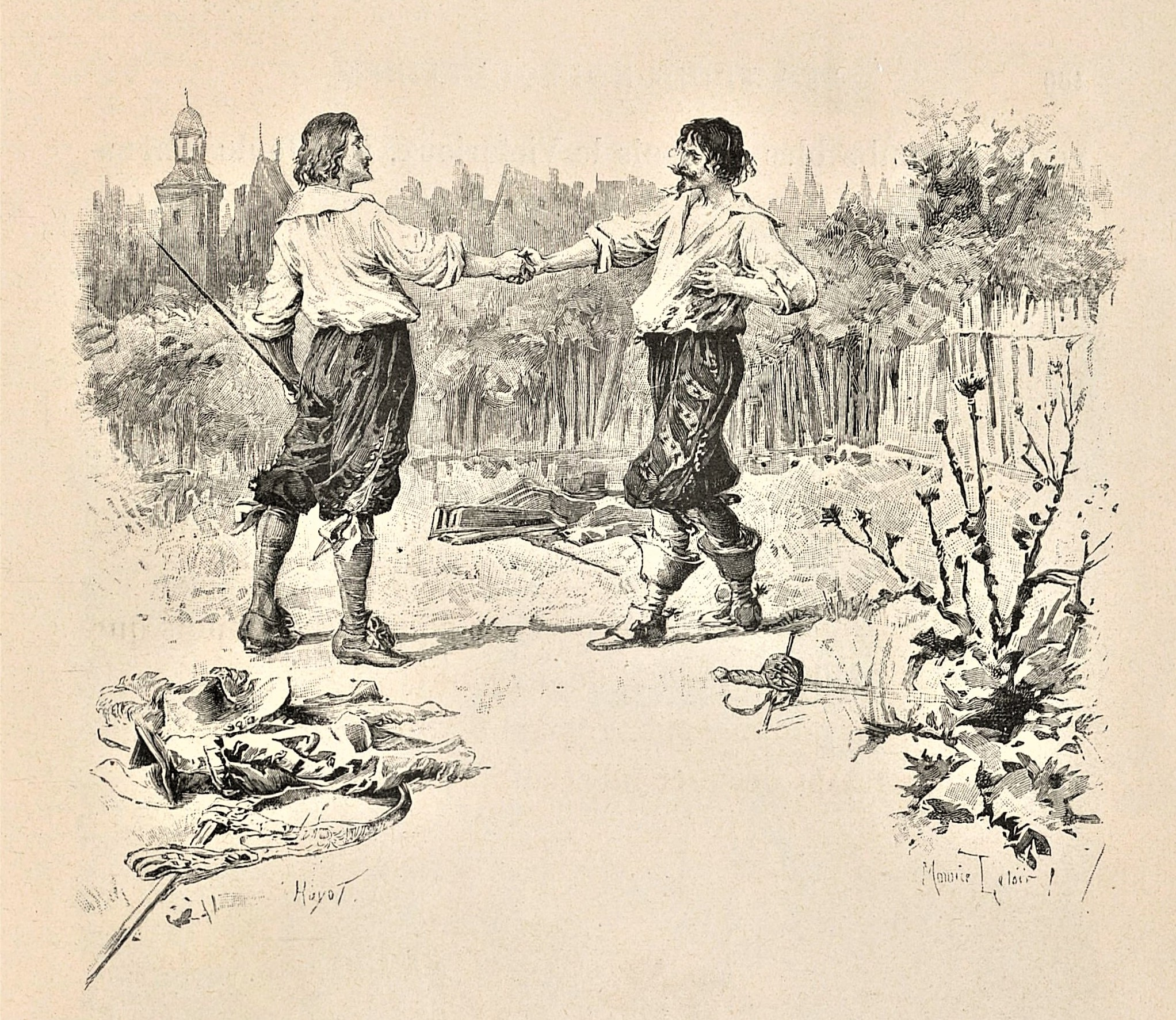
D'Artagnan et Rochefort se réconcilient après un dernier duel.

## Contexte historique
Le contexte historique des Trois Mousquetaires est étroitement lié au contexte littéraire : les Mémoires du duc de La Rochefoucauld (première partie : 1624-1642) sont à la source de l'affaire des ferrets mise en scène par Alexandre Dumas. L'auteur, historien qui se disait lui-même « divulgateur », avait parcouru avec assiduité les Mémorialistes classiques sans l'appoint desquels il serait inutile de tenter de préciser le contexte historique des romans « historiques » d'Alexandre Dumas.
En 1625, Louis XIII règne sur la France avec son premier ministre, le cardinal de Richelieu. Sa femme est la reine Anne d'Autriche. Trop inexpérimenté pour gérer les affaires d'État, le roi n'a pas d'autre choix que de se reposer sur son premier ministre, le cardinal de Richelieu, dont le génie politique et stratégique assure la cohésion et la sécurité du royaume.
Dumas met en exergue le sentiment de défiance et les combats d'influence qui occupent constamment les deux hommes. Dans le roman, ceux-ci s'affrontent secrètement par l'intermédiaire de leur garde personnelle. Dumas exploite aussi l'hostilité connue entre la reine et le cardinal pour en faire un des ressorts de l'affaire des ferrets.

## Personnages

### Personnages historiques

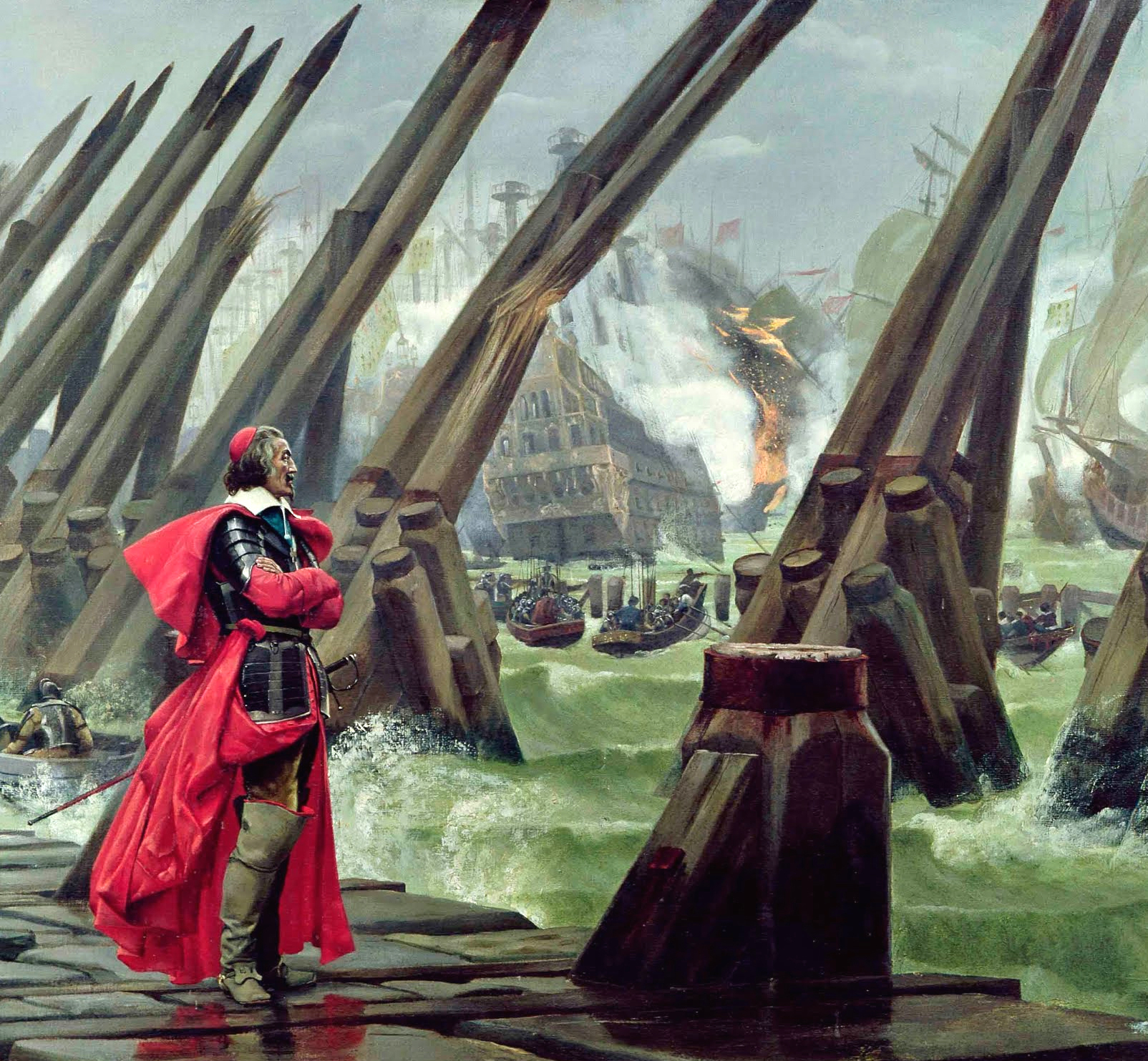
Le cardinal de Richelieu au siège de La Rochelle, par Henri-Paul Motte (1881).

- Le cardinal de Richelieu : en insistant sur le côté privé du personnage autant que sur son côté public, en détaillant sa capacité à ourdir des intrigues pour arriver à ses fins personnelles, mais surtout en faisant de lui l'antagoniste du héros imbus de valeurs chevaleresques, Dumas a contribué à développer la légende noire d'un autocrate machiavélique et retors.
- Louis XIII : Dumas n'arrive pas à s'attacher à ce personnage dont les qualités (sobriété, piété, chasteté) n'étaient pas pour séduire cet amateur de bonne chair et de femmes. Le roi apparaît comme un mari faible (et jaloux), dans l'ombre de son ministre. Il admire cependant l'héroïsme des mousquetaires, ce qui le rend très indulgent à leur égard. Il n'est d'ailleurs pas mécontent de leur laisser le soin de rabattre l'orgueil du cardinal en rossant ses gardes.
- Le duc de Buckingham : Alexandre Dumas le suppose amant de la reine de France Anne d'Autriche, et lui donne la carrure d'un personnage romantique, souffrant d'un amour impossible.
- La reine Anne d'Autriche : Dumas a gardé du personnage historique la victime d'un mariage politique, en butte aux tracasseries du cardinal. Il s'agit de ce moment de la vie de la reine où, n'ayant pas réussi à donner d'héritier à Louis XIII, elle traverse une période difficile dans son mariage. Dumas idéalise sa beauté, son sens de l'honneur, tout en lui prêtant des sentiments amoureux qui la rendent à la fois plus touchante et plus humaine. Elle joue ici le rôle de la Dame des romans de chevalerie, capable d'inspirer des exploits héroïques aux braves.
- M. de Tréville, capitaine des mousquetaires du roi : Jean-Armand du Peyrer, comte de Tréville ;
- Mme de Chevreuse ;
- D'Artagnan : Charles de Batz de Castelmore d'Artagnan avait dans l'Histoire 13 ans en 1625, date à laquelle Dumas situe le début du roman. Il aurait eu 15 ans au moment du siège de La Rochelle, ce qui semble peu crédible. Néanmoins son oncle maternel, Jean de Montesquiou d'Artagnan, enseigne aux Gardes Françaises et apprécié du roi, avait été tué lors du siège de la Rochelle en 1628. Charles de Batz ayant emprunté à la famille de sa mère le nom d'Artagnan pour servir chez les Mousquetaires, il est possible que Dumas se soit servi de la confusion pour élargir la biographie de son héros. Confusion encore entretenue par le fait que d'Artagnan finit maréchal de France dans Le Vicomte de Bragelonne, contrairement à Charles de Batz qui mourut en 1673 au siège de Maastricht, mais comme son cousin germain Pierre de Montesquiou d'Artagnan. Mais Dumas modifie son âge en 18 ans en avril 1625 et donc le fait naître au premier trimestre 1607 ou au deuxième semestre 1606 ; il le fait mourir en Hollande vers le milieu de l'année 1666, à l'âge de 59 ans.
- Athos : Armand de Sillègue d'Athos d'Autevielle qui tient son nom du village d'Athos-Aspis ;
- Porthos : Isaac de Portau né à Pau ;
- Aramis : basé sur Henri d'Aramitz, qui était cousin germain du comte de Tréville lui aussi Béarnais ;
- Les gardes du Cardinal ;
- Les mousquetaires du roi ;
- John Felton, l'assassin de Buckingham.

### Personnages fictifs
- Constance Bonacieux, épouse du bourgeois Bonacieux, lingère de la reine, courtisée par d'Artagnan ; personnage de jeune bourgeoise emprunté au théâtre ;

- Rochefort, gentilhomme, agent du cardinal ;

- M. Bonacieux, stéréotype du petit bourgeois âpre au gain, lâche et jaloux ;
- Milady (née Anne de Breuil, aussi appelée Charlotte Backson, Milady de Clarick et Milady de Winter), ancienne épouse d'Athos, veuve du précédent Lord de Winter ; elle est l'archétype de la femme fatale. Bien que fictif, son personnage est inspiré de Lucy Hay, comtesse de Carlisle, pour ce qui est de l'épisode véridique du vol du collier de la reine et certains traits de caractère d'une « intrigante de la cour » anglaise.

- Lord de Winter, beau-frère de Milady ; personnage de gentilhomme.
- Planchet : valet de D'Artagnan, homme de ressource ;

- Mousqueton : valet de Porthos, dont il partage la gourmandise ;
- Bazin : valet d'Aramis, qu'il tente vainement d'inciter à entrer en religion ;
- Grimaud : valet d'Athos, se distingue par sa taciturnité ;
- Ketty : soubrette de Milady, puis de Mme de Chevreuse, amoureuse de D'Artagnan ;
- Jussac : officier des gardes du cardinal : d'Artagnan le blesse en duel lors de la bataille qui scelle son amitié avec Athos, Porthos et Aramis.

## Sources du roman

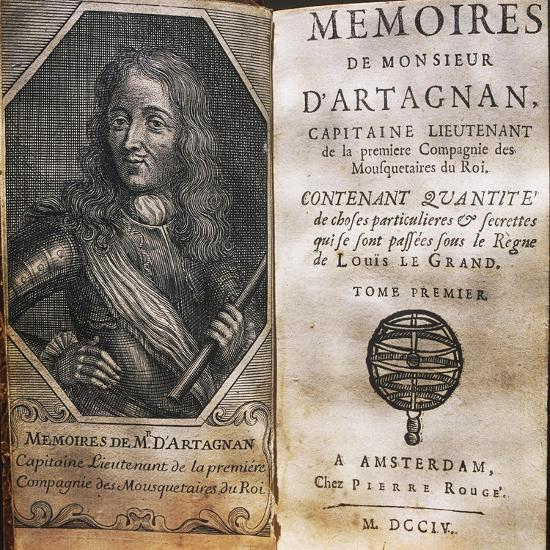
Mémoires de Monsieur D'Artagnan, Capitaine Lieutenant de la première compagnie des Mousquetaires du roi, par Gatien de Courtilz de Sandras, chez Pierre Mortier, à Cologne, 1700.

Le héros des Trois mousquetaires est inspiré du personnage historique de Charles de Batz de Castelmore, dit D'Artagnan, capitaine-lieutenant de la compagnie des Mousquetaires du Roi. Son nom est cité dans les mémoires et les correspondances de l'époque, notamment chez Madame de Sévigné. Alexandre Dumas disposait comme sources des Mémoires de M. d'Artagnan de Gatien de Courtilz de Sandras rédigé en 1700, 27 ans après la mort de D'Artagnan. Dumas y pioche quantité de détails, qu'il réécrit dans un style très personnel. Ainsi ce passage de Courtilz

« Mes parents étaient si pauvres qu'ils ne me purent donner qu'un bidet de vingt-deux francs, avec dix écus dans ma poche, pour faire mon voyage. Mais s'ils ne me donnèrent guère d'argent, ils me donnèrent en récompense quantité de bons avis. »

— Mémoires de M. d'Artagnan, chapitre Ier
…devient sous la plume de Dumas :

« une pareille bête valait au moins vingt livres : il est vrai que les paroles dont le présent avait été accompagné n'avaient pas de prix. »

— Les Trois Mousquetaires, chapitre Ier
Le projet est à l'origine une idée d'Auguste Maquet, avec lequel Dumas collabore à la rédaction du roman.
Les mémoires de l'époque lui fournissent une manne d'intrigues, notamment l'épisode des ferrets de la reine que raconte par exemple La Rochefoucauld dans le premier chapitre de ses Mémoires.

## Titre

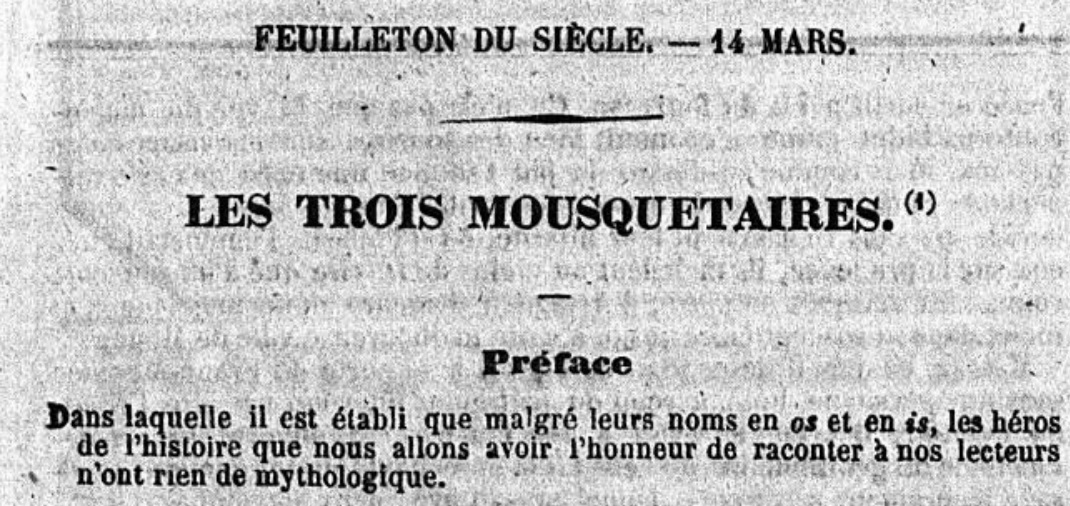
Bandeau extrait du journal Le Siècle daté du 14 mars 1844 annonçant le début du feuilleton à ses lecteurs.

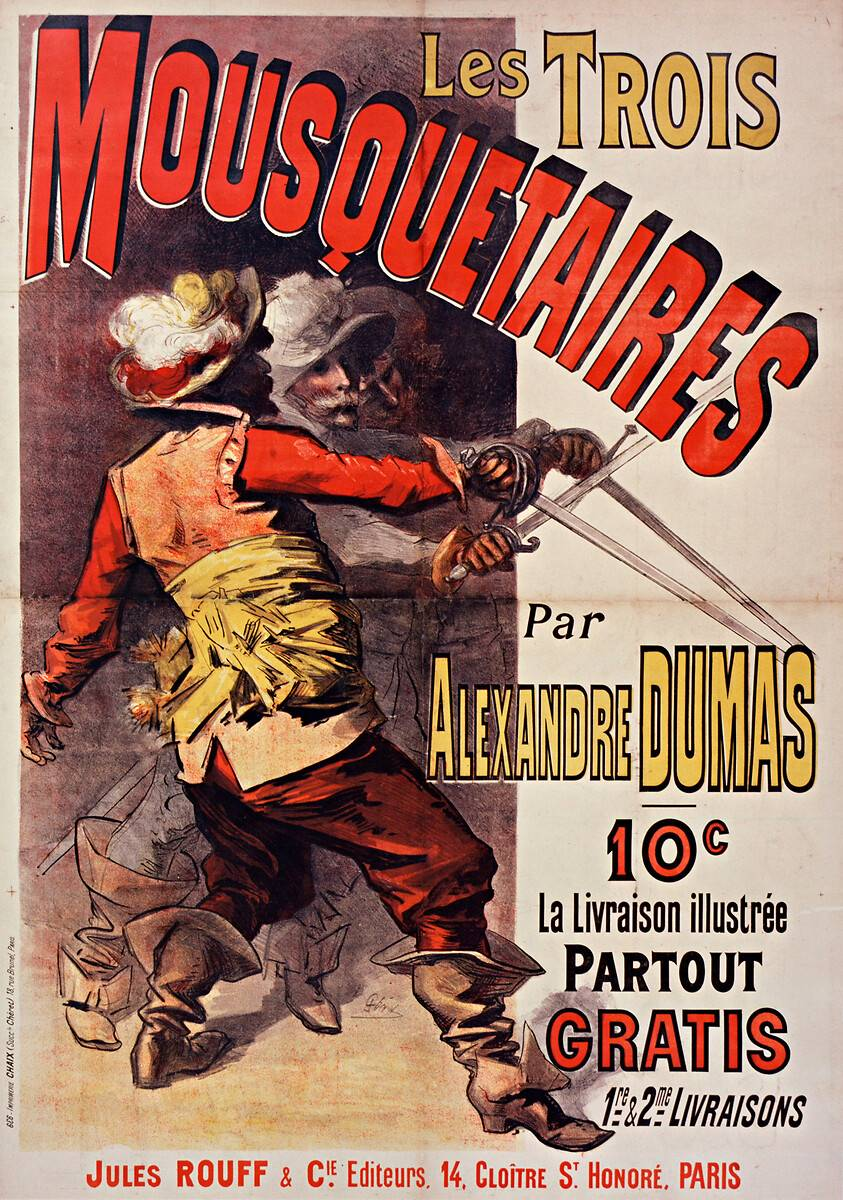
Affiche publicitaire de Jules Chéret pour la réédition du roman chez Jules Rouff & Cie, 1887.

Le titre prévu à l'origine était Athos, Porthos et Aramis, mais sur une proposition de Desnoyers, chargé du feuilleton au Siècle (selon qui ce titre évoquait aux lecteurs les trois Parques), d'adopter Les Trois Mousquetaires, Dumas a accepté ce dernier titre en notant que son absurdité (puisque les héros sont au nombre de quatre) contribuerait au succès de l'œuvre.

## Postérité

### Suites
Le succès du roman fut tel que Dumas l'adapta lui-même pour le théâtre, et que deux autres romans le suivirent qui reprenaient les quatre héros principaux pour former la trilogie des mousquetaires. Il s'agit de Vingt Ans après, paru en 1845, et Le Vicomte de Bragelonne publié de 1847 à 1850.

### Vie du roman
Le roman connut également un grand succès en dehors de la France et fut traduit en anglais en trois versions différentes dès 1846. Celle de William Barrow fait toujours autorité.
Les Trois Mousquetaires inspirèrent très rapidement nombre d'auteurs qui lui inventèrent des suites, de nouveaux épisodes, ou qui le pastichèrent avec plus ou moins de verve. Un site web en a recensé plus d'une centaine.
Du vivant même de Dumas, auteurs dramatiques et romanciers s'emparèrent des mousquetaires. En 1845, la comédie Porthos à la recherche d'un équipement d'Anicet Bourgeois et de Dumanoir mettait en scène un épisode de Vingt Ans après. En 1858 paraissait Les Amours de D'Artagnan, d'Auguste Blanquet, qui profitait du hiatus de vingt ans entre Les Trois Mousquetaires et Vingt Ans après pour imaginer la suite des aventures de D'Artagnan sous la Fronde (1648-1653). À la mort de Dumas, Albert Maurin tenta de tirer profit de la popularité toujours intacte du Gascon avec Les Véritables Mémoires de D'Artagnan (1874), banale version romancée des mémoires de Courtilz de Sandras.
L'engouement pour Les Trois Mousquetaires continue plus d'un siècle après la parution du roman de Dumas, avec par exemple le D'Artagnan amoureux de Roger Nimier, adapté en 1970 pour la télévision par Yannick Andrei, ou Le Retour des trois mousquetaires d'un certain Nicolas Harin en 1997. Récemment encore, Martin Winckler écrit un roman de formation, Les Trois Médecins (2006), dont la trame est décalquée sur celle du roman de Dumas et Gérard Delteil a publié Spéculator (2010), remake moderne sous forme de thriller, dans lequel les mousquetaires sont devenus des agents d'une société de sécurité et évoluent dans le monde de la finance. Delteil entend lui aussi rendre justice à Milady et s'en explique en critiquant le sexisme du roman de Dumas dans une postface.
Si d'Artagnan s'avère le grand favori de ces adaptations, les autres personnages du roman ont également inspiré plusieurs auteurs : en 1886, le Théâtre L'Ambigu donnait Le Fils de Porthos, dont l'action se passe dans la période qui précède la révocation de l'édit de Nantes et met en scène le jeune et bouillant Joël, un breton, fils de Porthos, aux prises avec les ruses machiavéliques d'Aramis, le seul mousquetaire survivant. Dans Milady, mon amour (1986), l'auteur, Yak Rivais, embarrassé par certains aspects du roman devenus répugnants pour des sensibilités modernes, par exemple l'épisode de l'exécution de Milady, réécrit l'histoire avec plus d'indulgence pour ce personnage.
Avec Les Trois Mousquetaires, Dumas et Maquet ont réussi ce paradoxe de populariser le roman historique en en faisant un roman de cape et d'épée et à donner ses lettres de noblesse au roman d'action en l'appuyant sur l'histoire. Il avait créé un nouveau héros positif, le Gascon impécunieux, proche encore du picaro, mais noble et héroïque, fine lame et chevaleresque tout en restant humain dans ses faiblesses : l'irascibilité de D'Artagnan, la vanité de Porthos, l'ambivalence d'Aramis tiraillé entre Éros et Agapē, la mélancolie et l'alcoolisme d'Athos empêchent les mousquetaires d'être des héros « parfaits » comme le sera Raoul de Bragelonne, mais ces faiblesses font leur force littéraire. Le jeune d'Artagnan est la synthèse du miles gloriosus, ces matamores, Capitan et autres Capitaine Fracasse de la Commedia dell'arte et du théâtre comique en général (Pistol ou Parolles chez Shakespeare) et du héros des romans de chevalerie. Il commence sa carrière sous les traits comiques d'un jeune Don Quichotte, et en quelques chapitres se métamorphose en un nouvel Achille. C'est ce personnage mi-comique mi-héroïque que l'on retrouve dans Le Capitaine Fracasse de Théophile Gautier (1863), ou dans Cyrano de Bergerac d'Edmond Rostand (1897).
Il avait aussi popularisé un type de récit où alternaient duels, intrigues politiques, chevauchées, enlèvements, passages dramatiques et comiques. La formule fera la fortune des romans-feuilletons où excelleront des auteurs comme Paul Féval (Le Bossu, 1857) ou Michel Zévaco (Pardaillan, 1905-1918). Paul Féval fils se fera d'ailleurs une spécialité d'exploiter les riches filons inventés par ses prédécesseurs avec des titres comme D'Artagnan contre Cyrano de Bergerac, D'Artagnan et Cyrano réconciliés, ou Le Fils de D'Artagnan.
Mais la postérité des Trois Mousquetaires, le « Un pour tous ! Tous pour un ! » - devise apocryphe - déborde largement le cadre de la littérature. Pour André Roussin, s'adressant aux membres de l'Académie française en 1980, c’est « le mythe de l’amitié entre les hommes qui, sous le double sceau de la loyauté et du courage, deviennent invincibles », et il ajoute « C’est un grand mythe pour la jeunesse d’un pays. On a vu au temps de la clandestinité à quel degré de souffrance et à quels sacrifices il a conduit des milliers de jeunes gens, morts parfois de façon atroce, pour n’avoir pas livré le nom de leurs compagnons de réseau. Beaucoup d’entre eux avaient peut-être lu à douze ans Les Trois Mousquetaires et avaient conservé de cette lecture, le sens de la fraternité sacrée ». Et l'académicien évoque ensuite le quatuor du tennis français des années 1920, Henri Cochet, Jacques Brugnon, René Lacoste et Jean Borotra, qui incarne par sa jeunesse, l'amitié entre ses membres et son apparente invincibilité un idéal si proche des héros de Dumas qu'ils sont surnommés Les Quatre Mousquetaires.
En 1974, un grand distributeur, Intermarché, voudra lui aussi tirer profit de cette image positive en choisissant un logo où apparaissent les mousquetaires, censés incarner « l'égalité et le combat mené par l'enseigne pour la défense du pouvoir d'achat. En guerre contre la vie chère… ».
Dans Vingt ans après Dumas écorne l'idéal. D'Artagnan et Porthos au service de Mazarin affrontent à Paris Athos et Aramis au service de la Fronde. Et en Angleterre D'Artagnan, Porthos et Aramis sont prêt à battre le fer à tour de rôle contre Mordaunt,le fils vengeur de Milady ; mais sans Athos, conscient des injustices que son beau-fils a subies depuis la mort de sa mère.

#### Ouvrages
- Henri d' Alméras, Alexandre Dumas et Les Trois Mousquetaires, Paris, Société française d'éditions littéraires et techniques / Edgar Malfère, coll. « Les Grands événements littéraires », 1929, 137 p. (présentation en ligne), [présentation en ligne].
- Julie Anselmini, Étude sur Les Trois Mousquetaires : Alexandre Dumas, Paris, Ellipses, coll. « Résonances », 2008, 106 p. (ISBN 978-2-7298-3826-3).
- Stéphane Baumont, D'Artagnan : des siècles d'aventures de cape et d'épée, Toulouse, Privat, coll. « Pages grand Sud », 1999, 137 p. (ISBN 2-7089-5413-X).
- Simone Bertière, Dumas et les Mousquetaires : histoire d'un chef-d'œuvre, Paris, Éditions de Fallois, 2009, 301 p. (ISBN 978-2-87706-703-4, présentation en ligne). Réédition : Simone Bertière, Dumas et les Mousquetaires : histoire d'un chef-d'œuvre, Paris, Librairie générale française, coll. « Le Livre de poche » (no 32036), 2010, 348 p., poche (ISBN 978-2-253-15689-5).
- Daniel Compère, D'Artagnan & Cie : Les Trois mousquetaires, un roman à suivre, Amiens / Paris, Encrage / Les Belles Lettres, coll. « Références » (no 1), 2002, 156 p. (ISBN 2-911576-34-9 et 2-251-74112-7).
- Simone Domange, Couple et paternité chez Dumas : Les Trois Mousquetaires, Vingt Ans après, Le Vicomte de Bragelonne, Viroflay, Roger, 2004, 158 p. (ISBN 2-9500297-2-8).
- Philippe Durand, Les 3 Mousquetaires : l'histoire d'une aventure adaptée plus de 100 fois à l'écran, Dreamland, coll. « Ciné légendes » (no 5), 2000, 144 p. (ISBN 2-910027-65-1).
- Michel Guérin (préf. Dominique Fernandez), Les quatre mousquetaires : essai sur la trilogie de Dumas, Monaco, Éditions du Rocher, 1995, 147 p. (ISBN 2-268-01908-X).
- (en) Sotirios Paraschas, Reappearing Characters in Nineteenth-Century French Literature : Authorship, Originality, and Intellectual Property, Basingstoke, Palgrave Macmillan, coll. « Palgrave Studies in Modern European Literature », 2018, IX-288 p. (ISBN 978-3-319-69289-0 et 978-3-030-09880-3, DOI 10.1007/978-3-319-69290-6_5), « « Tous pour un, un pour tous » : Alexandre Dumas, Auguste Maquet, and the Musketeers Trilogy », p. 163-197.
- Jean-Claude Perrin (éd.), Les Trois Mousquetaires (et les) Mémoires de D'Artagnan : [extraits choisis et présentés par] Jean-Claude Perrin, Paris, Larousse, coll. « Textes pour aujourd'hui », 1976, 127 p. (ISBN 2-911576-34-9).
- Olivier Renaudeau (dir.), Mousquetaires !, Paris, Gallimard / Musée de l'Armée, 2014, 271 p. (ISBN 978-2-07-014470-9, présentation en ligne).
- Claude Schopp (préf. Alain Decaux), Dictionnaire Alexandre Dumas, Paris, CNRS Éditions, 2010, XXXIII-659 p. (ISBN 978-2-271-06774-6).
- Christophe Vital, La légende de Richelieu, Paris / La Roche-sur-Yon, Somogy Éditions d'art / Conseil général de la Vendée, 2008, 343 p. (ISBN 978-2-7572-0195-4).

#### Articles, communications, contributions à des ouvrages collectifs
- Julie Anselmini et Claude Schopp, « Les Trois Mousquetaires ou le don réitéré du plaisir », Revue du MAUSS, Le Bord de l'eau, no 58 « Générosités du récit. Quand raconter, c'est donner »,‎ 2021, p. 75-89 (ISSN 1247-4819, DOI 10.3917/rdm1.058.0075).
- Françoise Asso, « Du poids de l’argent : des Trois Mousquetaires au Vicomte de Bragelonne », Écrire l'histoire, no 4 « Le détail (2) »,‎ 2009, p. 25-35 (ISBN 978-2-35698-014-4, DOI 10.4000/elh.892, lire en ligne).
- Ora Avni, « Ils courent, ils courent les ferrets : Mauss, Lacan et Les Trois Mousquetaires », Poétique, no 62,‎ avril 1985, p. 215-235 (ISSN 1245-1274).
- Claude Aziza, « D'Artagnan de Dumas à Nimier ou les avatars d'un mythe », dans Marc Dambre (dir.), Roger Nimier, quarante ans après Le hussard bleu : colloque international / organisé par l'Association des Cahiers Roger Nimier et la Bibliothèque nationale, 23 et 24 mars 1990, Auditorium Colbert-Bibliothèque nationale, Paris, Association des Cahiers Roger Nimier / Bibliothèque nationale de France, 1995, 377 p. (ISBN 2-7177-1931-8).
- David Baguley, « L'hypernarrativité dumasienne : à propos des Trois Mousquetaires », Cahiers Alexandre Dumas, Marly-le-Roi, Éditions Champflour / Société des amis Alexandre Dumas, no 21 « Les Trois Mousquetaires, Le Comte de Monte-Cristo : cent cinquante ans après. Actes du colloque [Marly-le-Roi, 3-4 septembre 1994], organisé par Fernande Bassan & Claude Schopp, pour la Société des amis d'Alexandre Dumas »,‎ 1995, p. 74-81 (ISBN 2-87655-024-5).
- Jeanne Bem, « D'Artagnan, et après : lecture symbolique et historique de la « trilogie » de Dumas », Littérature, Paris, Éditions Larousse, no 22 « Lectures symboliques »,‎ mai 1976, p. 13-29 (lire en ligne).
- Claude Benoît et Dolorès Jimenez, « La femme criminelle chez Dumas : réflexions à partir des Trois Mousquetaires d'Alexandre Dumas », dans Ellen Constans et Jean-Claude Vareille (dir.), Crime et châtiment dans le roman populaire de langue française du XIXe siècle : actes du colloque international de mai 1992 à Limoges, Limoges, Presses universitaires de Limoges (PULIM), coll. « Littératures en marge », 1994, III-426 p. (ISBN 2-910016-25-0), p. 243-257.
- Simone Bertière, « Le Coadjuteur et son double : Retz inspirateur d'A. Dumas dans la trilogie des Mousquetaires », Travaux de Littérature, no III « Hommage à Noemi Hepp »,‎ 1990, p. 169-177 (ISSN 0995-6794).
- Simone Bertière, « Le personnage d'Anne d'Autriche dans la trilogie des mousquetaires d'Alexandre Dumas », Dix-neuf / vingt. Revue de littérature moderne, no 5 « Dumas / Giono »,‎ mars 1998, p. 67-77 (ISSN 1262-3598).
- (en) Edmund Birch, « Friends Among Enemies : Dumas's Musketeers », Romanic Review, vol. 110, nos 1-4,‎ 2019, p. 111-130 (DOI 10.1215/26885220-110.1-4.111).
- Patrick Brady, « L'épée, la lettre et la robe : symbolisme dramatique et thématique des Trois Mousquetaires », Acta litteraria Academiae scientiarum hungaricae, nos 3-4,‎ 1981, p. 215-225 (ISSN 0567-7661).
- Anne-Marie Callet-Bianco, « Du service de la Reine à celui du Roi : l'itinéraire de d'Artagnan dans Les Trois Mousquetaires », Cahiers Alexandre Dumas, Marly-le-Roi, Éditions Champflour / Société des amis Alexandre Dumas, no 21 « Les Trois Mousquetaires, Le Comte de Monte-Cristo : cent cinquante ans après. Actes du colloque [Marly-le-Roi, 3-4 septembre 1994], organisé par Fernande Bassan & Claude Schopp, pour la Société des amis d'Alexandre Dumas »,‎ 1995, p. 30-35 (ISBN 2-87655-024-5).
- Isabelle Cani, « Les quatre mousquetaires et les fonctions », Romantisme. Revue du XIXe siècle, Paris, CDU Sedes, no 82 « Aventures de la pensée »,‎ 4e trimestre 1993, p. 41-55 (ISSN 0048-8593, lire en ligne).
- Stéphane Caporal-Gréco, « De l'infamie dans les romans d'Alexandre Dumas : variations sur le thème de l'indignité », Cahiers Jean Moulin, no 4 « La dignité »,‎ 2018 (lire en ligne).
- Pierre Chevallier, « Du roman à l'histoire : postface où l'on découvre au lecteur le vrai visage des grands personnages mis en scène par Alexandre Dumas », dans Alexandre Dumas, Romans : Les Trois mousquetaires. Vingt Ans après, Paris, Robert Laffont, coll. « Bouquins », 1982, 1171 p. (ISBN 2-221-50282-5), p. 1113-1143.
- Daniel Compère, « Les Mille et un mousquetaires », dans Michel Arrous (dir.), Dumas, une lecture de l'histoire, Paris, Maisonneuve et Larose, 2003, 617 p. (ISBN 2-7068-1648-1, présentation en ligne), p. 439-459.
- Daniel Couégnas, « Les laquais des trois mousquetaires », Belphégor. Littérature populaire et culture médiatique, vol. 6, no 1 « Comparses et second rôles dans les productions de masse »,‎ novembre 2006 (ISSN 1499-7185, lire en ligne).
- Uri Eisenzweig, « La place de la fiction : l'État, la famille et l'idée du roman dans Les Trois Mousquetaires », Poétique, no 81,‎ février 1990, p. 77-88 (ISSN 1245-1274).
- Anne-Christine Faitrop-Porta, « La réception critique des Trois Mousquetaires et du Comte de Monte-Cristo d'Alexandre Dumas père en Italie (1850-1994) », Cahiers Alexandre Dumas, Marly-le-Roi, Éditions Champflour / Société des amis Alexandre Dumas, no 21 « Les Trois Mousquetaires, Le Comte de Monte-Cristo : cent cinquante ans après. Actes du colloque [Marly-le-Roi, 3-4 septembre 1994], organisé par Fernande Bassan & Claude Schopp, pour la Société des amis d'Alexandre Dumas »,‎ 1995, p. 148-163 (ISBN 2-87655-024-5).
- Yasmina Ferette, « « En garde ! » : le symbolisme de l'épée dans la trilogie des Mousquetaires d'Alexandre Dumas », Les Lettres Romanes, vol. 59, nos 1-2,‎ 2005, p. 35-63 (ISSN 0024-1415, DOI 10.1484/J.LLR.3.112).
- Vittorio Frigerio, « Sous le manteau : spécularité de l'héroïsme et de l'abjection chez Alexandre Dumas », Le Rocambole : bulletin de l'Association des amis du roman populaire, no 5 « Le Journal des Voyages [I] »,‎ décembre 1998, p. 87-105 (ISBN 2-912349-05-2, ISSN 1253-5885). Repris dans : Vittorio Frigerio (avant-propos de Claude Schopp), Dumas l'irrégulier, Limoges, Presses universitaires de Limoges, coll. « Médiatextes », 2011, 190 p. (ISBN 978-2-84287-546-6), « Sous le manteau. Spécularité de l'héroïsme et de l'abjection chez Alexandre Dumas », p. 117-132.
- Jacques Goimard, « La bande des farceurs : l'humour dans Les Trois Mousquetaires », Cahiers Alexandre Dumas, Marly-le-Roi, Éditions Champflour / Société des amis Alexandre Dumas, no 21 « Les Trois Mousquetaires, Le Comte de Monte-Cristo : cent cinquante ans après. Actes du colloque [Marly-le-Roi, 3-4 septembre 1994], organisé par Fernande Bassan & Claude Schopp, pour la Société des amis d'Alexandre Dumas »,‎ 1995, p. 66-73 (ISBN 2-87655-024-5).
- Michael Hohmann, « Le sens du héros dans la trilogie des Mousquetaires », Cahiers Alexandre Dumas, Marly-le-Roi, Éditions Champflour / Société des amis Alexandre Dumas, no 21 « Les Trois Mousquetaires, Le Comte de Monte-Cristo : cent cinquante ans après. Actes du colloque [Marly-le-Roi, 3-4 septembre 1994], organisé par Fernande Bassan & Claude Schopp, pour la Société des amis d'Alexandre Dumas »,‎ 1995, p. 36-43 (ISBN 2-87655-024-5).
- Brigitte Krulic, « Le Mousquetaire, figure exemplaire de l'imaginaire national », Cahiers Alexandre Dumas, Paris, Classiques Garnier, no 43 « Mousquetaires ! »,‎ 2016, p. 29-38 (ISBN 978-2-406-07046-7, ISSN 2275-2986, DOI 10.15122/isbn.978-2-406-07046-7.p.0029).
- Yves Olivier-Martin, « Physique de mémoires imaginaires : à propos de Dumas et de Courtlz de Sandras », Europe, nos 662-663,‎ juin-juillet 1998, p. 110-121 (ISSN 0014-2751).
- (en) Emily A. McDermott, « The Despair of his Tutor : Latin as Socioeducational Marker in Les Trois Mousquetaires », International Journal of the Classical Tradition, vol. 15, no 1,‎ mars 2008, p. 29-52 (JSTOR 25691206).
- Serge Meitinger, « La productivité d'un style à clichés, ou les voies insolites de la grandeur : Les Trois Mousquetaires », La Revue des lettres modernes. Écritures XIX, Paris, Lettres modernes Minard, vol. 3 « Alexandre “Dumas raconteur” »,‎ 2005, p. 123-142 (ISBN 2-256-91087-3).
- Christophe Mercier, « Les auberges dans la trilogie des Mousquetaires », Cahiers Alexandre Dumas, Marly-le-Roi, Éditions Champflour / Société des amis Alexandre Dumas, no 21 « Les Trois Mousquetaires, Le Comte de Monte-Cristo : cent cinquante ans après. Actes du colloque [Marly-le-Roi, 3-4 septembre 1994], organisé par Fernande Bassan & Claude Schopp, pour la Société des amis d'Alexandre Dumas »,‎ 1995, p. 44-49 (ISBN 2-87655-024-5).
- (en) Richard Parker, « Some Additional Sources of Dumas's Les Trois Mousquetaires », Modern Philology, vol. 42, no 1,‎ août 1944, p. 34-40 (JSTOR 434465).
- Roxane Petit-Rasselle, « Le Problème du héros dans Les Trois Mousquetaires », The French Review, vol. 84, no 5,‎ avril 2011, p. 978-990 (ISSN 0016-111X, JSTOR 41151854).
- Michel Picard, « Pouvoir du feuilleton, ou d'Artagnan anonyme », Littérature, no 50 « Le pouvoir dans ses fables »,‎ mai 1983, p. 55-76 (JSTOR 23802282).
- Corinne Saminadayar-Perrin, « Morceaux de bravoure : la cuisine des Mousquetaires », dans Mireille Piarotas et Pierre Charreton (dir.), Le populaire à table : le boire et le manger aux XIXe  et  XXe siècles : en hommage à Antoine Court, Saint-Étienne, Publications de l'Université de Saint-Étienne, coll. « Littérature populaire », 2005, 419 p. (ISBN 2-86272-354-1, lire en ligne), p. 295-309.
- Jean Thibaudeau, « Les Trois Mousquetaires suivi de Vingt ans après et du Vicomte de Bragelonne ou dix ans plus tard ou une disparition de la fiction dans le texte historique », Europe, nos 490-491 « Alexandre Dumas père »,‎ février-mars 1970, p. 59-75 (ISSN 0014-2751).
- Pierre Tranouez, « Cave Filium ! Étude du cycle des Mousquetaires », Poétique, no 71,‎ septembre 1987, p. 321-331 (ISSN 1245-1274).
- Pierre Tranouez, « Relecture. L'Air des bijoux dans Les Trois Mousquetaires », L'École des lettres, nos 13-14,‎ juin 1989, p. 49-57.
- Frank Wagner, « Lire Les Trois Mousquetaires aujourd'hui », Romantisme. Revue du XIXe siècle, SEDES, no 115 « De ceci à cela »,‎ 1er trimestre 2002, p. 53-63 (lire en ligne).

#### Œuvres littéraires inspirées par le roman
- D'Artagnan amoureux ou Cinq Ans avant, Roger Nimier, Gallimard, hors-série, 283 pages, 26 octobre 1962.
- Milady, mon amour, Yak Rivais, 1986.
- Le Club Dumas (El Club Dumas), Arturo Pérez-Reverte, 1993.